# Biserica reformată din Nima
Biserica reformată din Nima, inițial biserică romano-catolică cu hramul Sfântul Nicolae, este un monument istoric aflat pe teritoriul satului Nima; comuna Mintiu Gherlii.

## Localitatea
Nima (în maghiară Néma) este un sat în comuna Mintiu Gherlii din județul Cluj, Transilvania, România. Prima menționare documentară a satului Nima este din 1225.

## Biserica
Biserica a fost construită în secolul al XIII-lea; păstrându-se sanctuarul romanic, o nouă navă a fost construită ulterior. Este un prețios monument care ilustrează faza cisterciană a arhitecturii gotice. De tip biserică-sală, cu sanctuar dreptunghiular, a fost, în mod excepțional, construită din piatră fasonată, cu frumoase elemente profilate și decorate cu motive florale și zoomorfe (coloanele arcului de triumf). În sanctuar se păstrează resturi din pictura murală executată la sfârșitul sec. al XIV-lea (apostoli cu evanghelii în mâini). Acestea au fost descoperite de Lajos Bágyuj în timpul restaurării monumentului din 1961.
Biserica (inițial romano-catolică, apoi unitariană până în 1621) are o navă gotică și un cor romanic. Clopotul (cu inscripția „verbum Domini manet in aeternum”, 1597) provine din fosta biserică reformată (demolată) din satul Codor. Celălalt clopot datează din 1690.

## Imagini din exterior

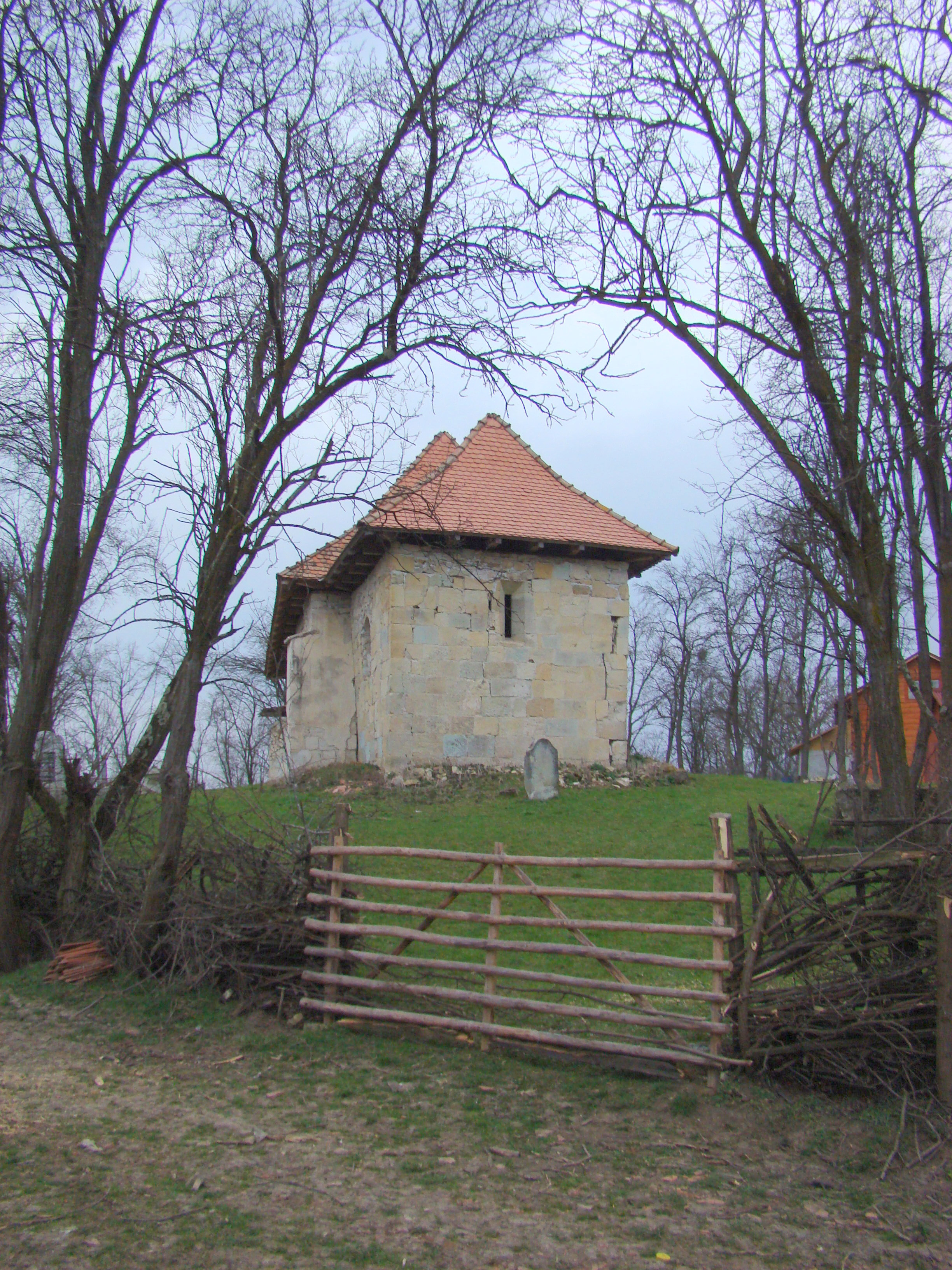
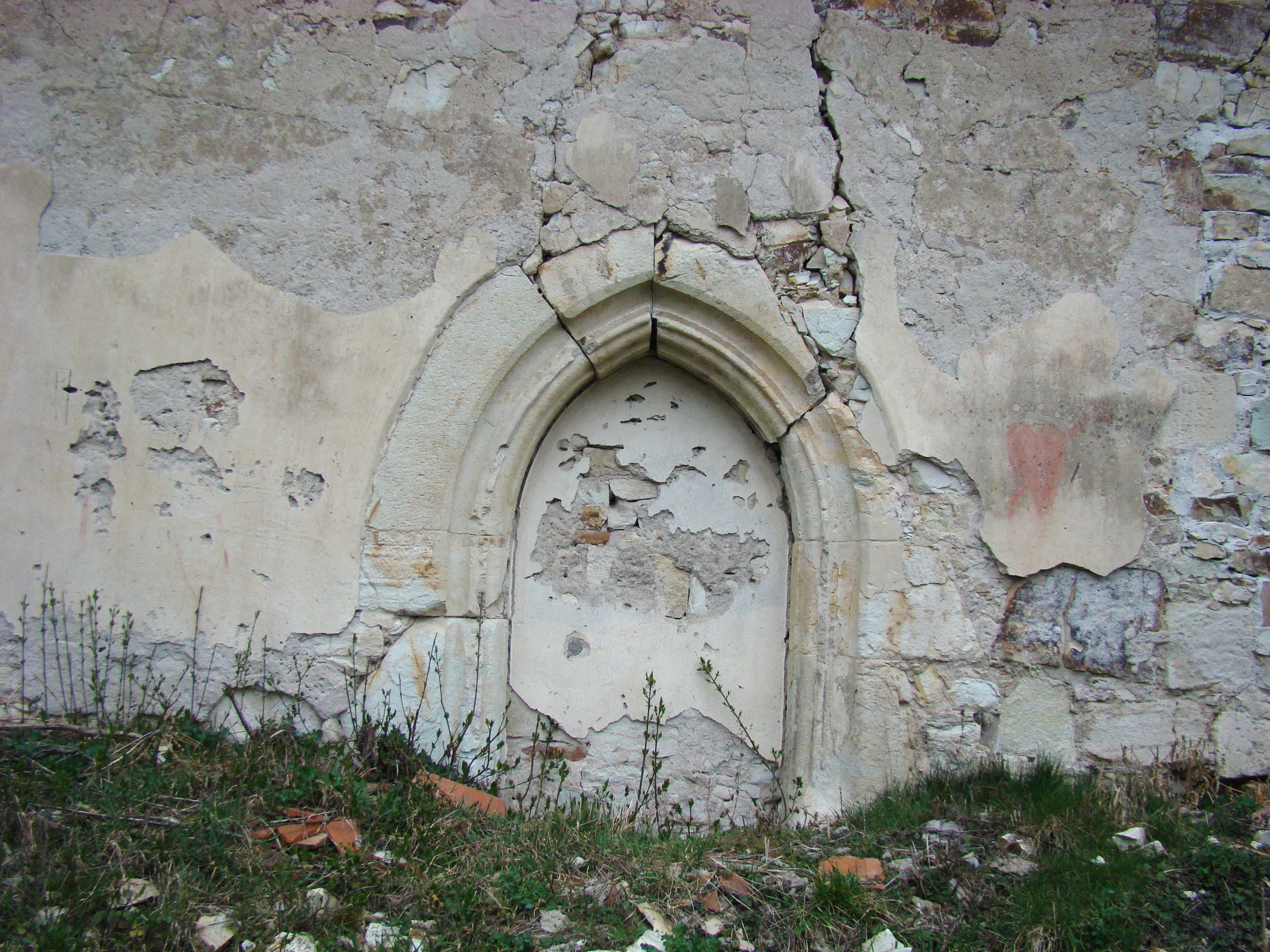
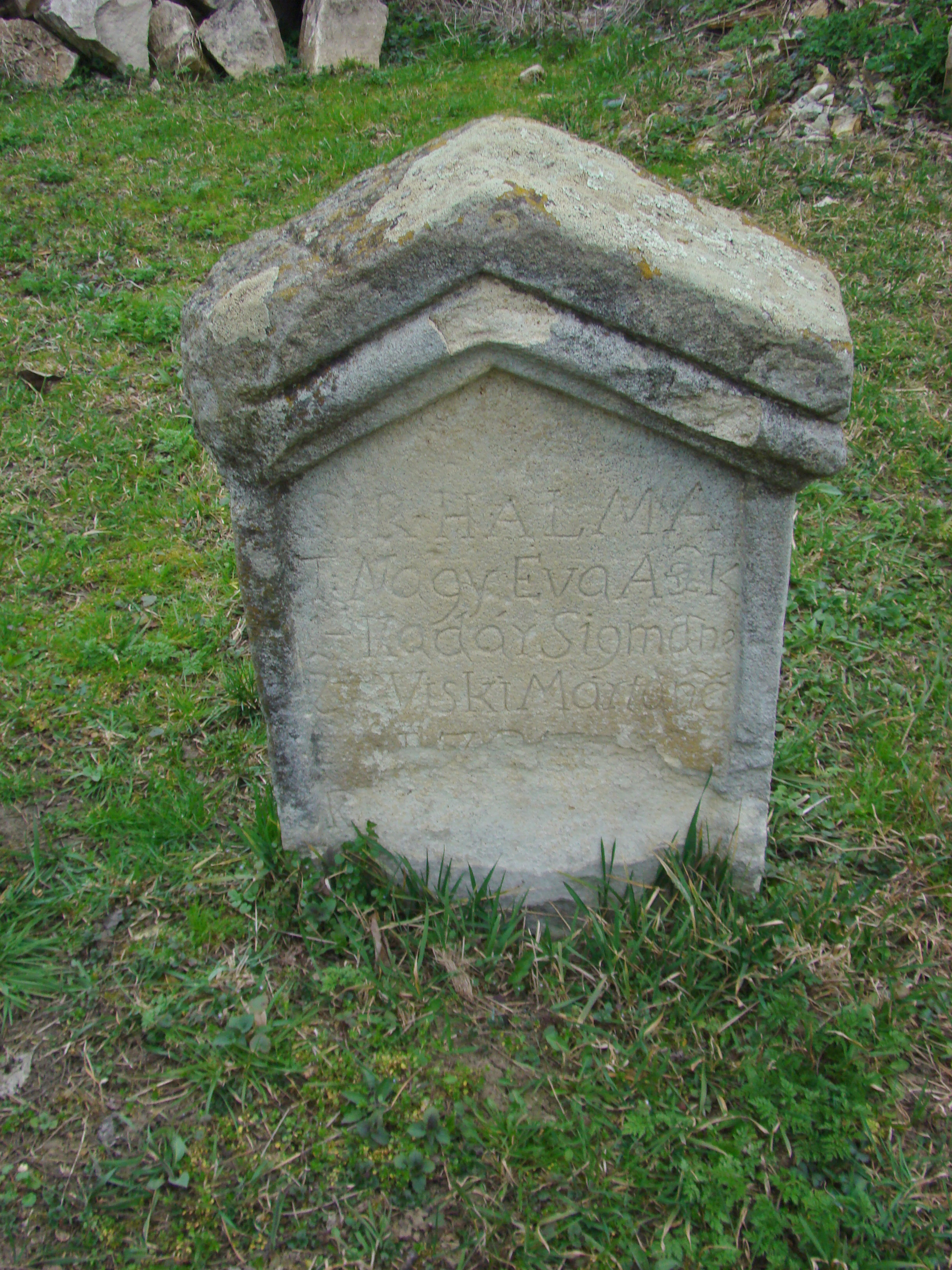
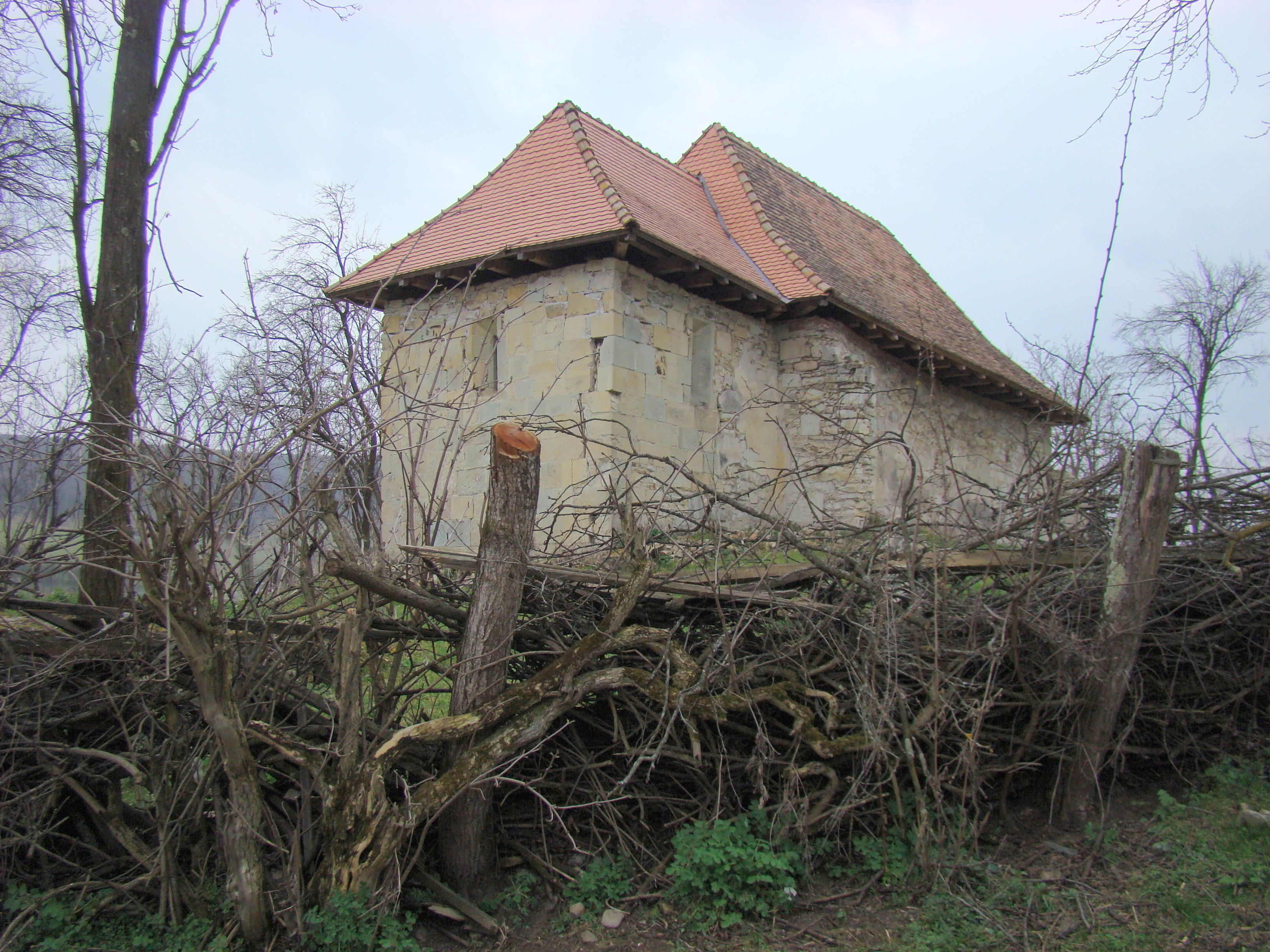
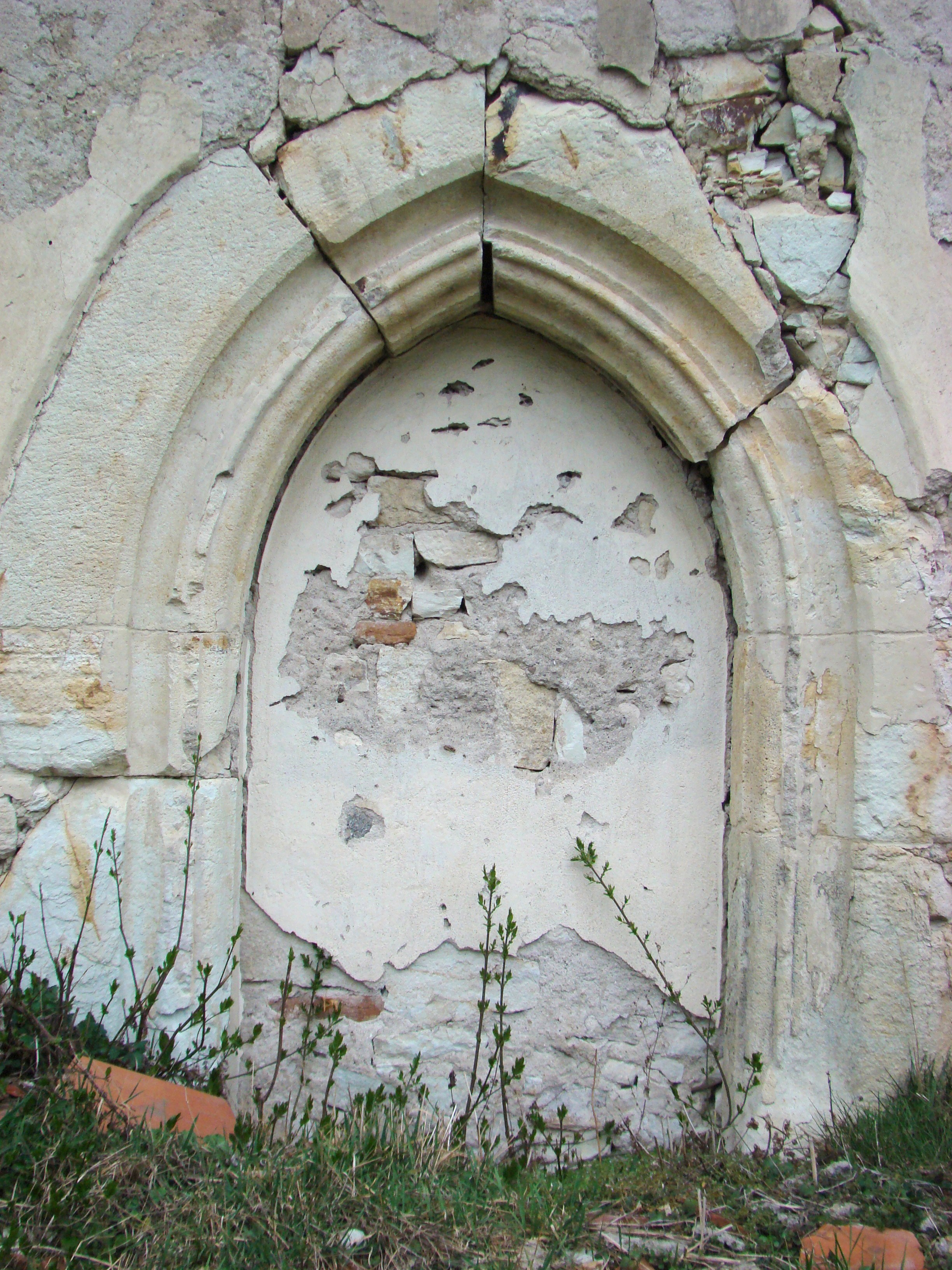
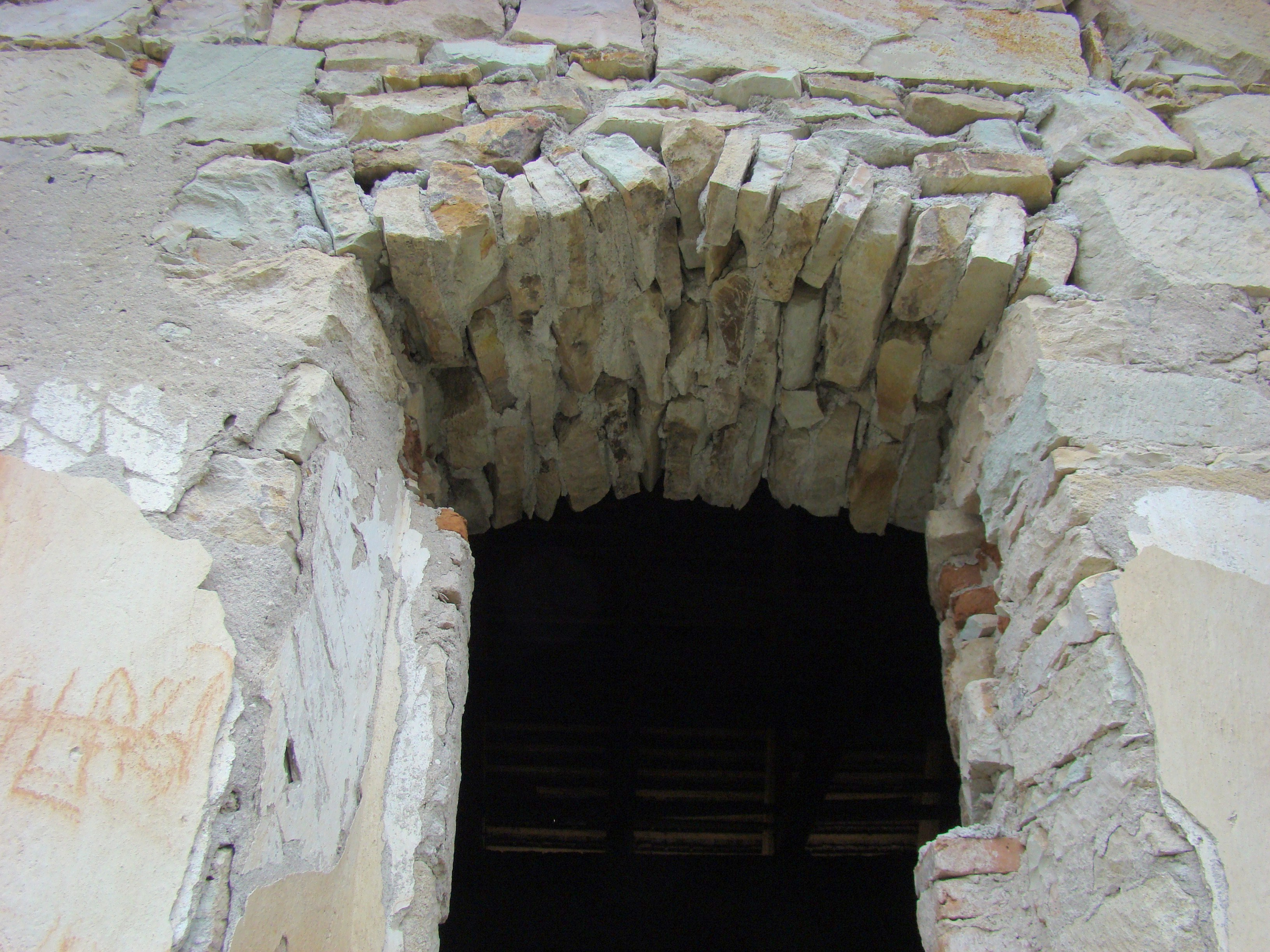
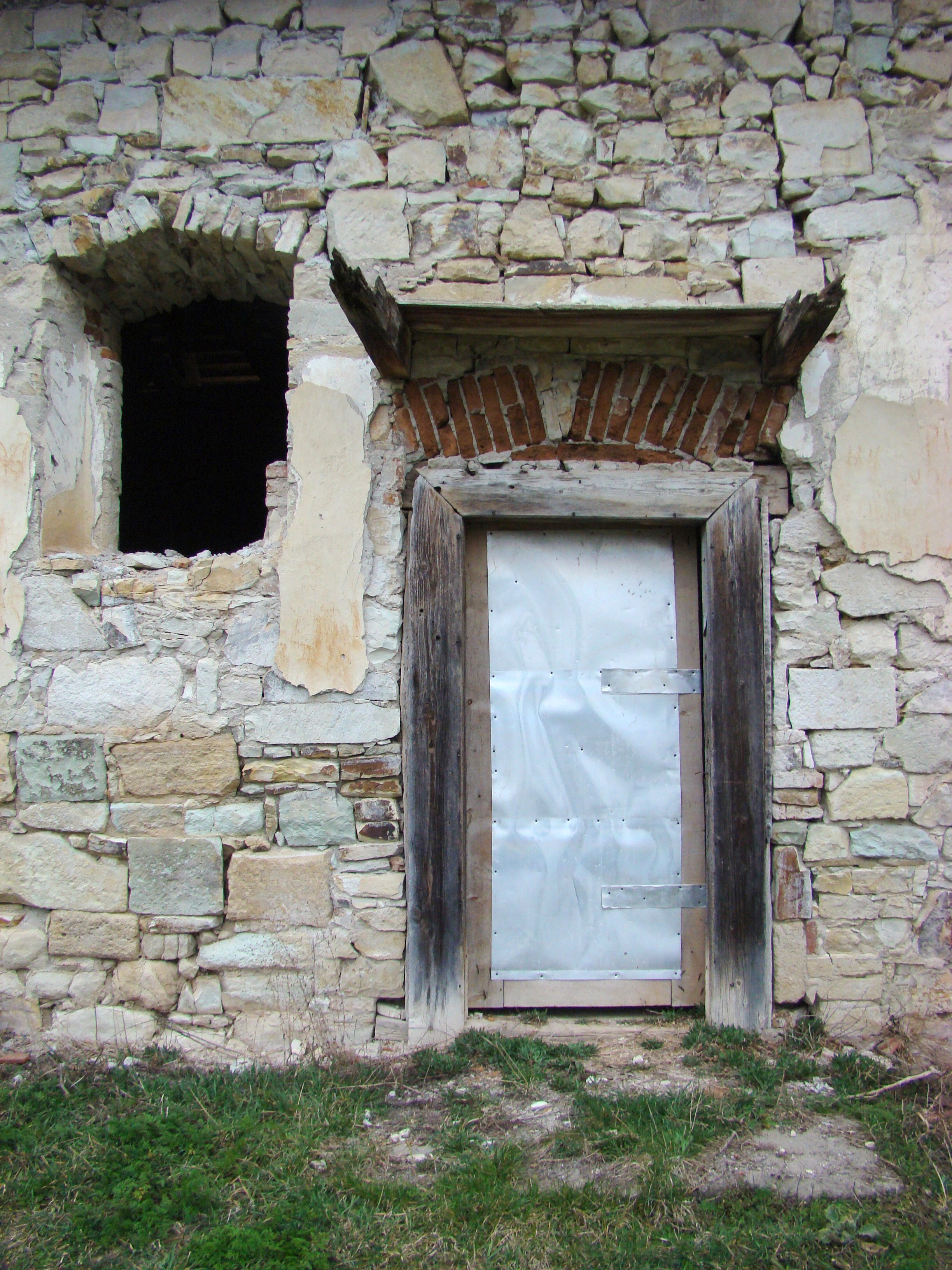
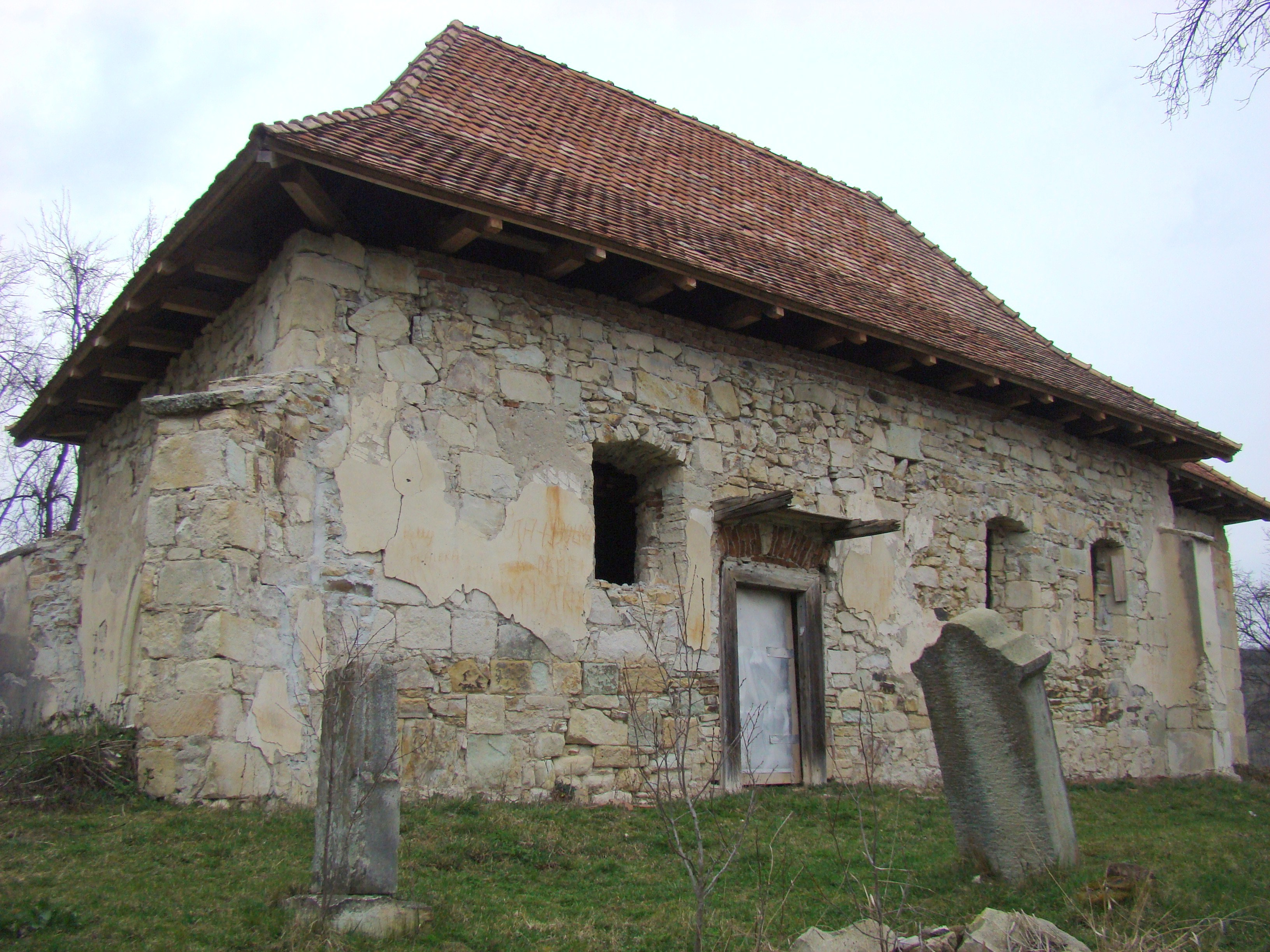
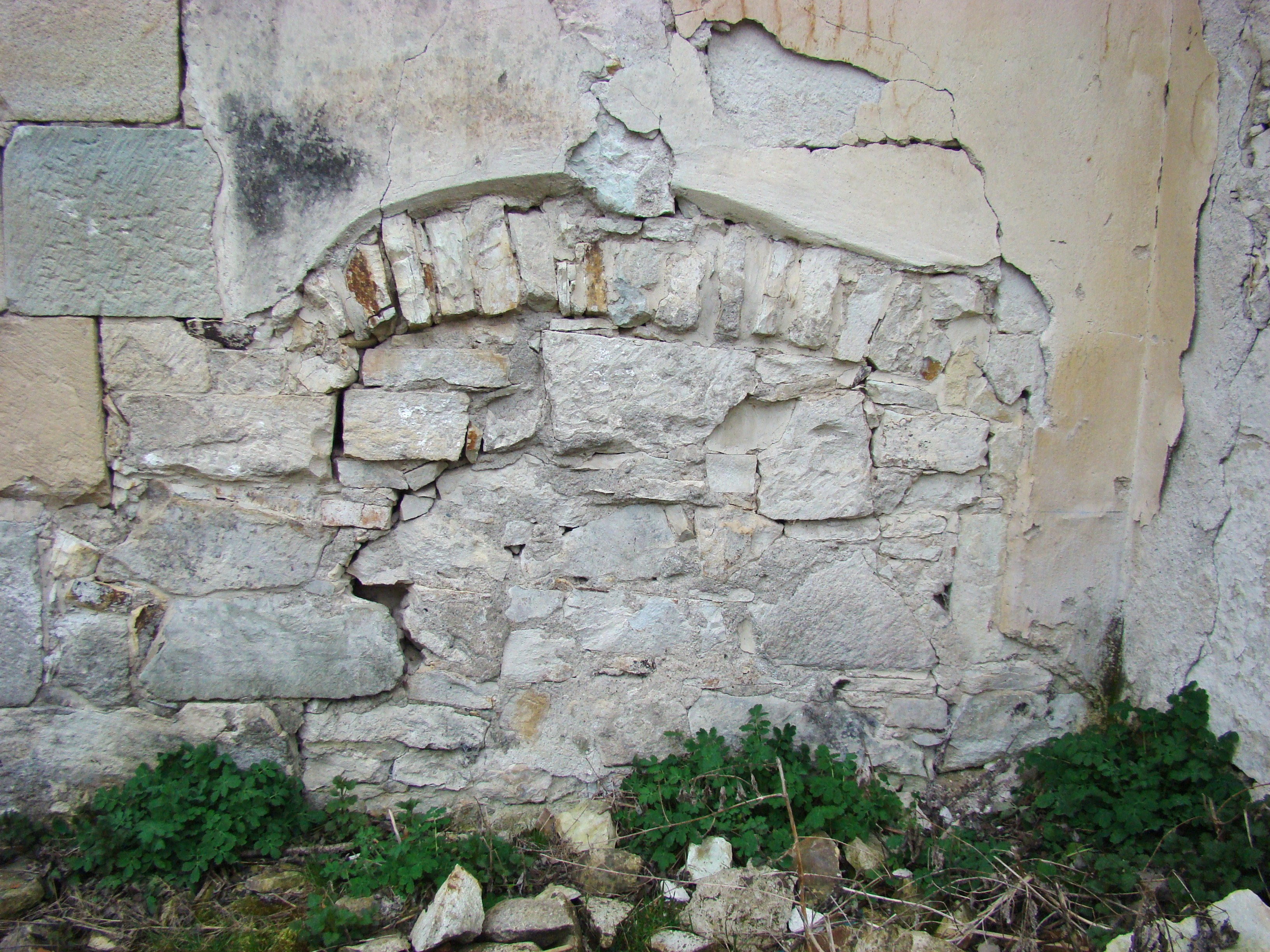
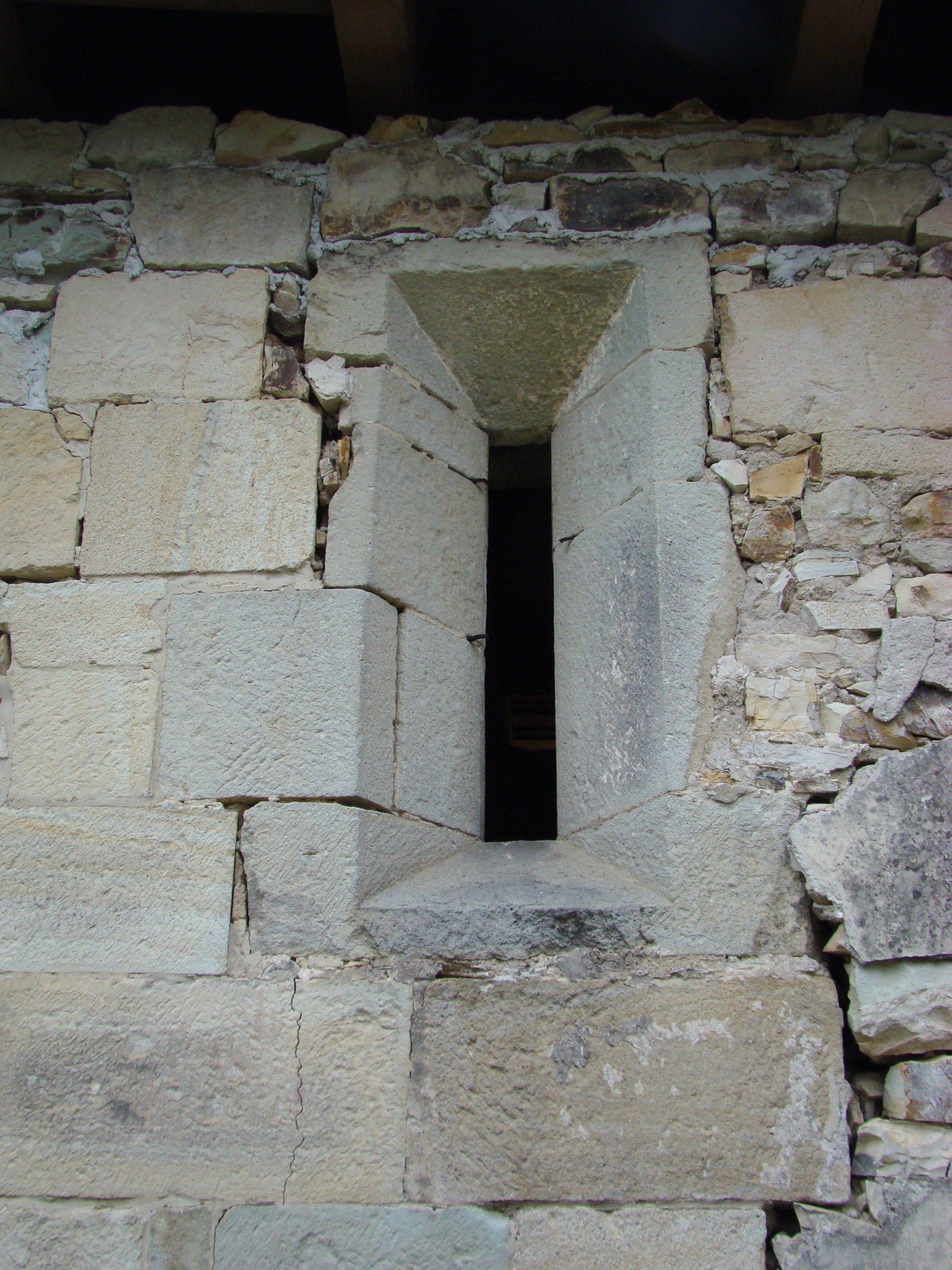
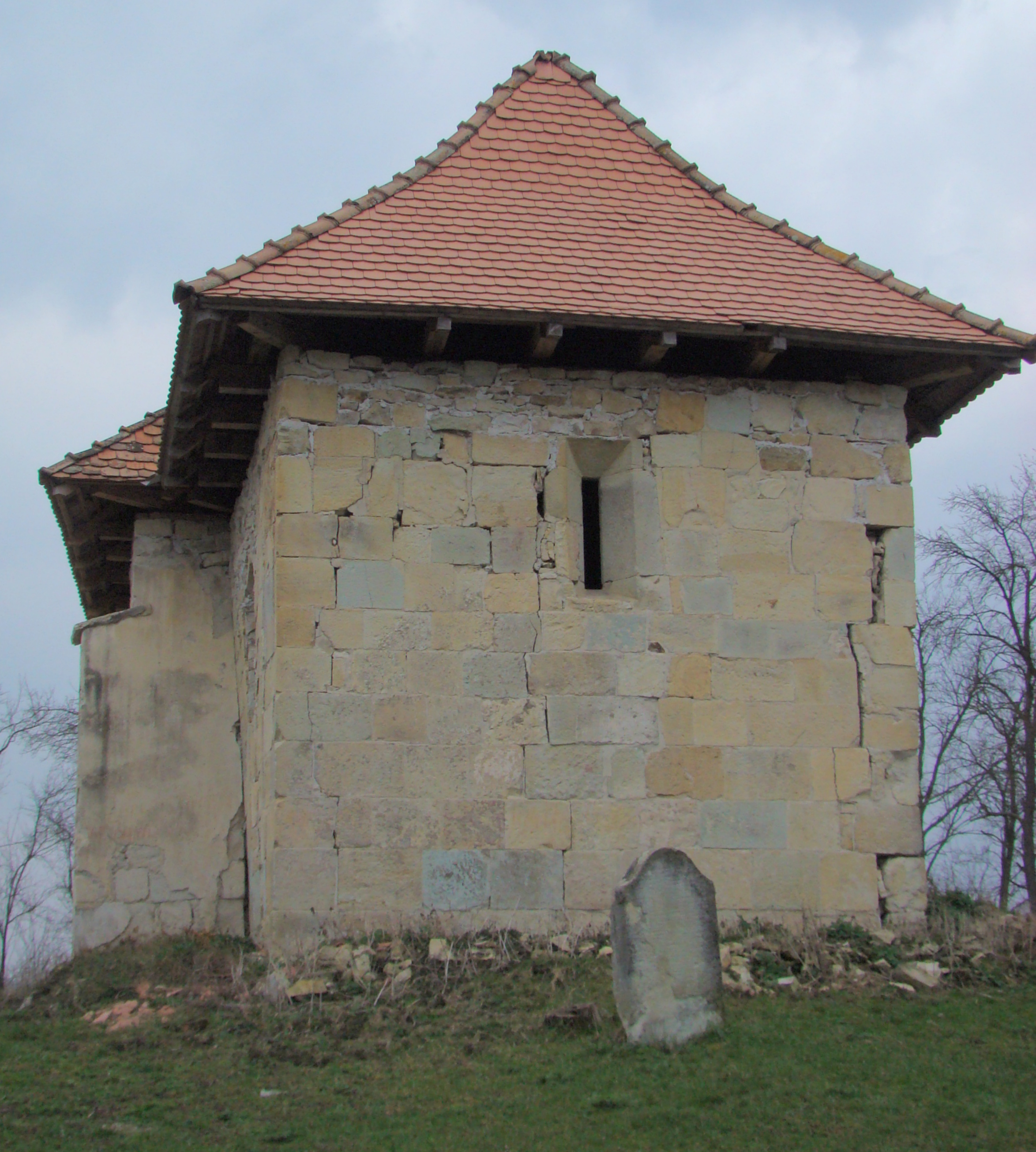
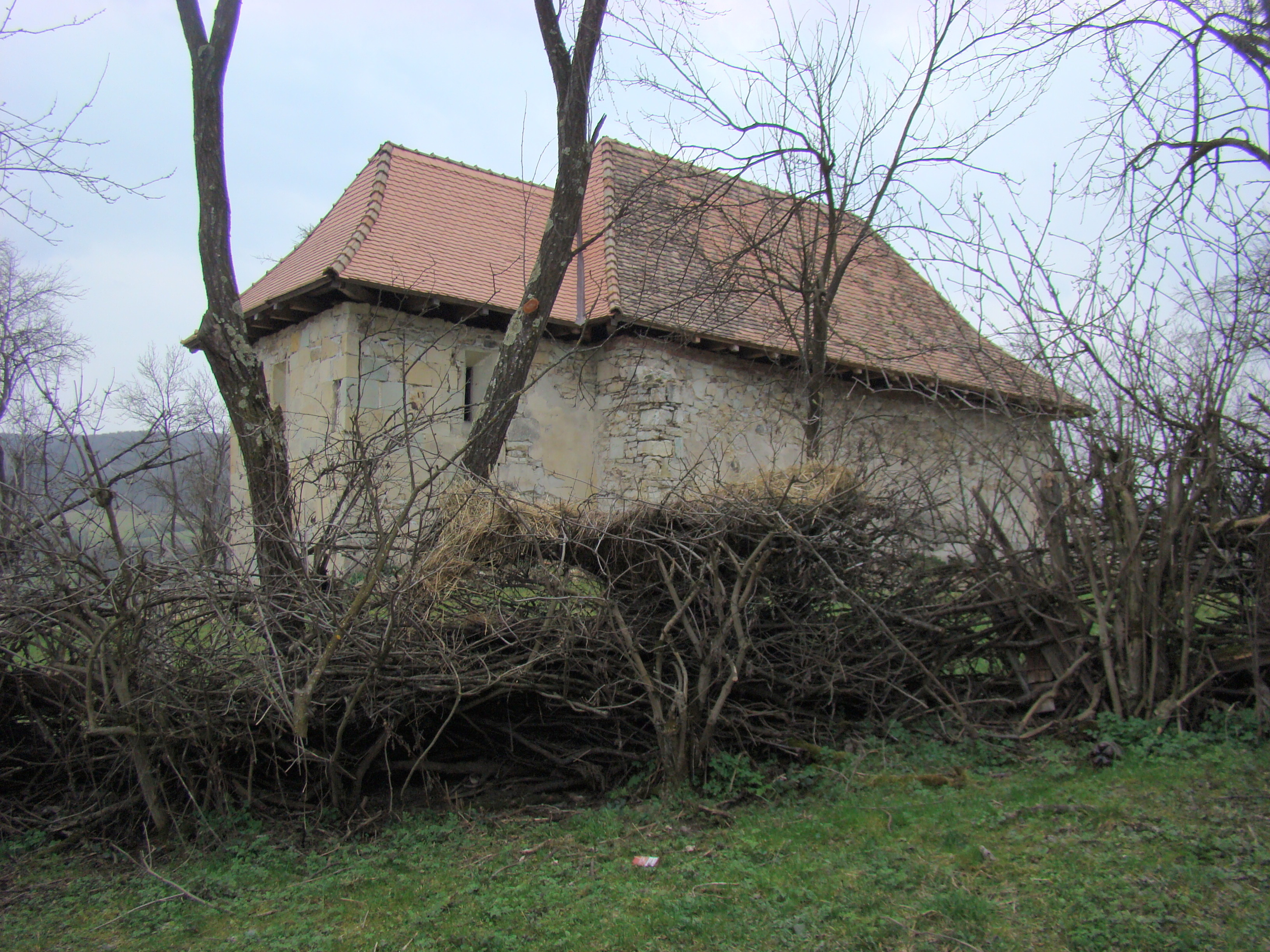
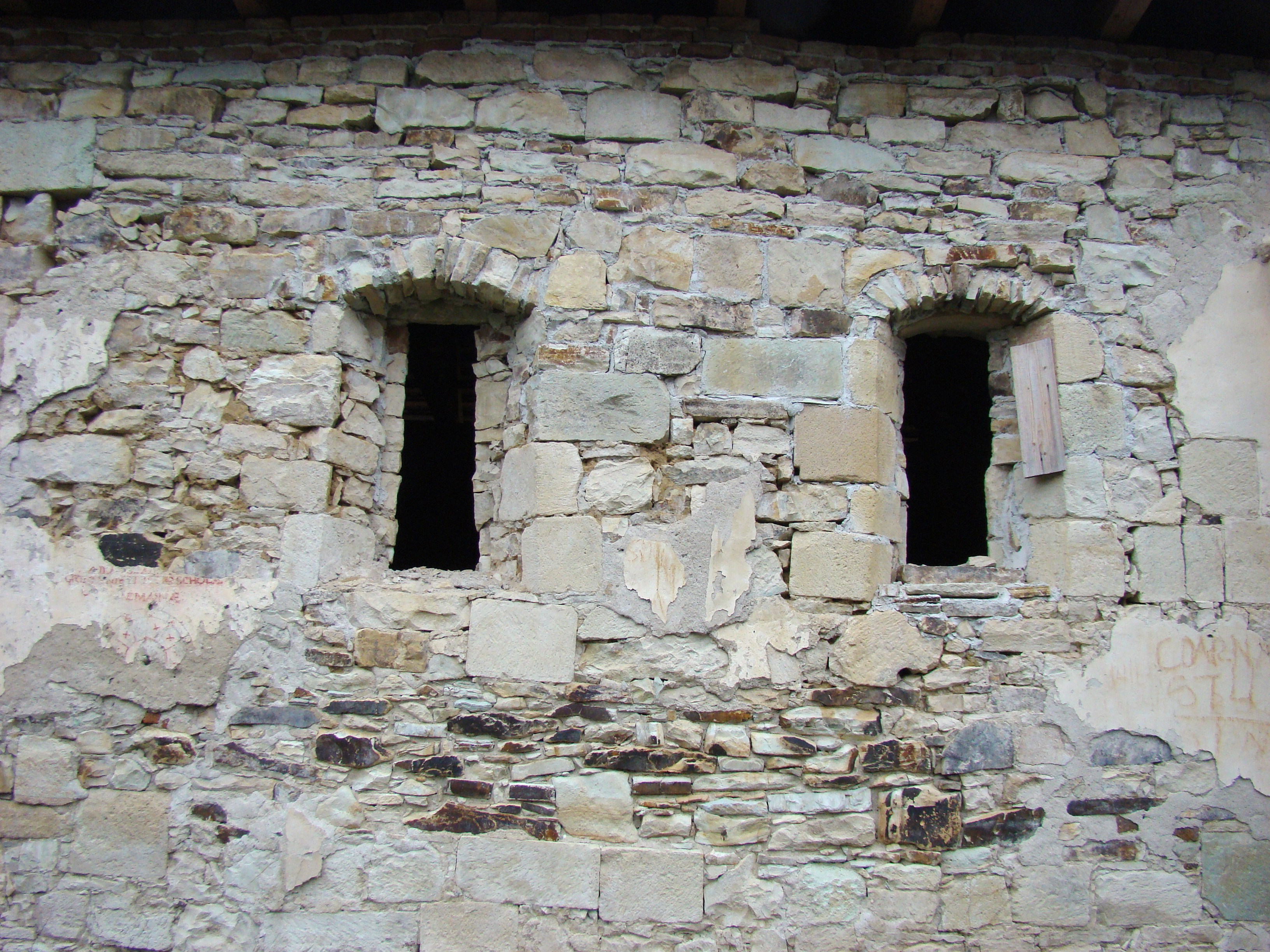
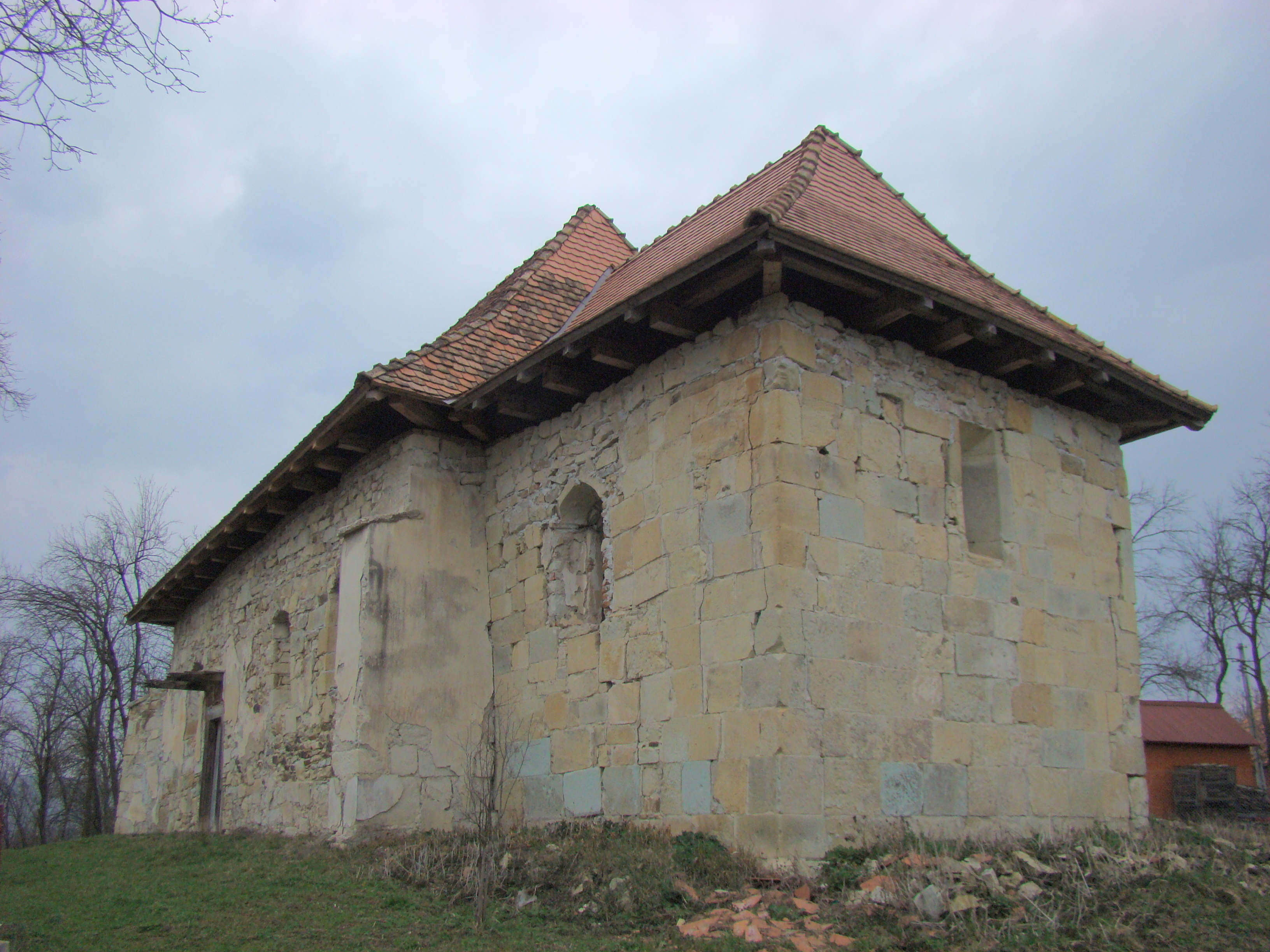
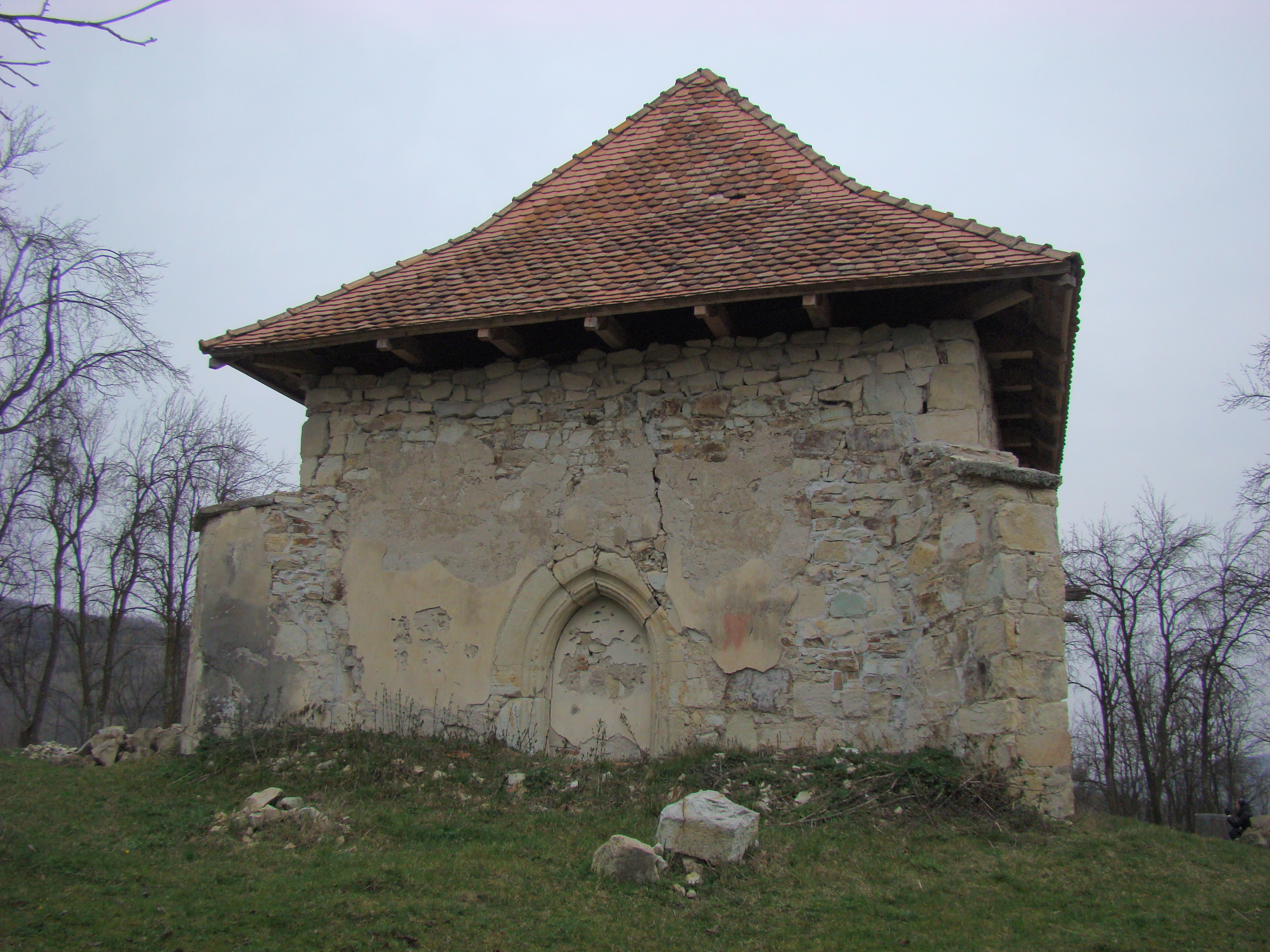

## Imagini din interior

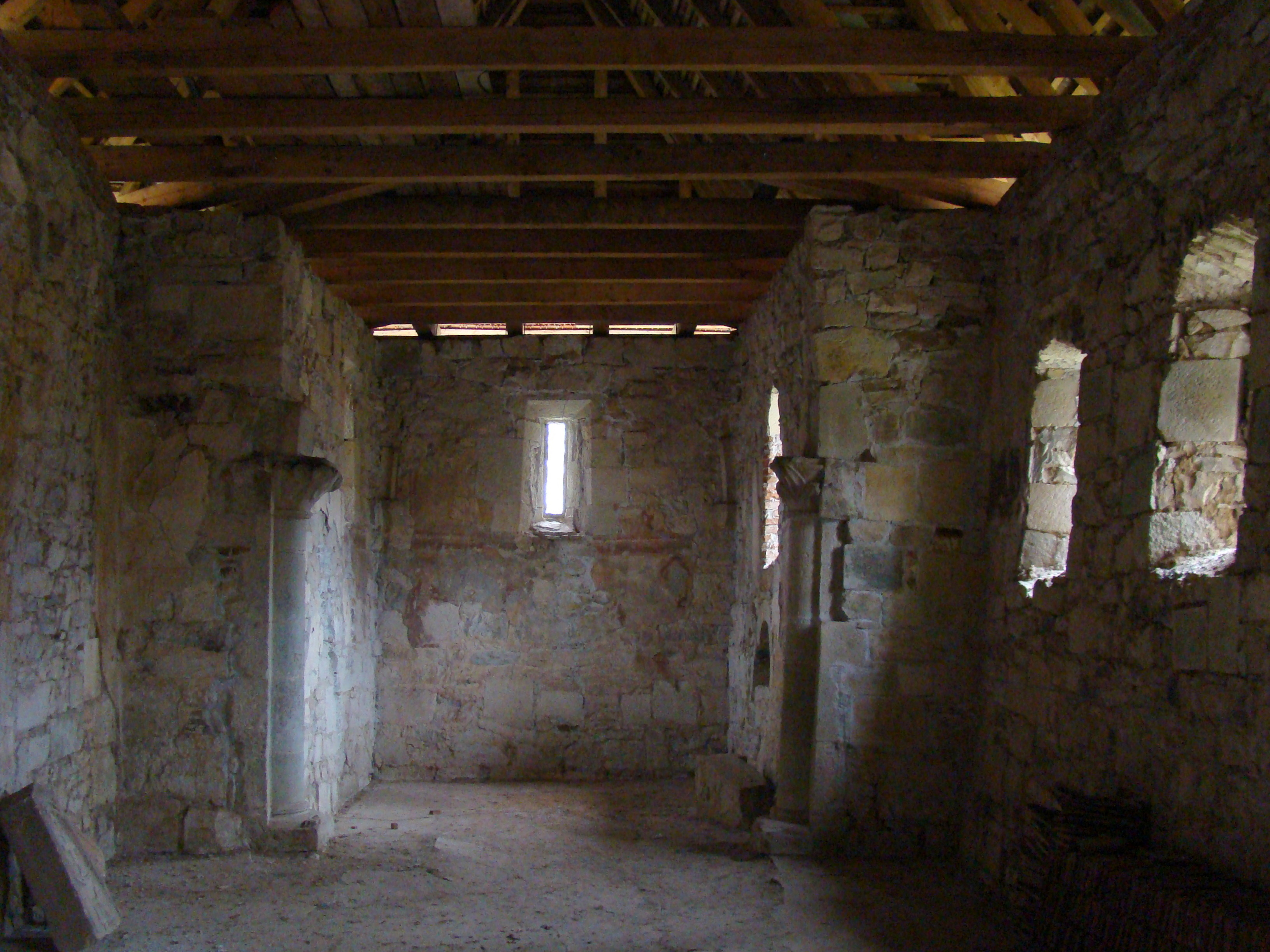
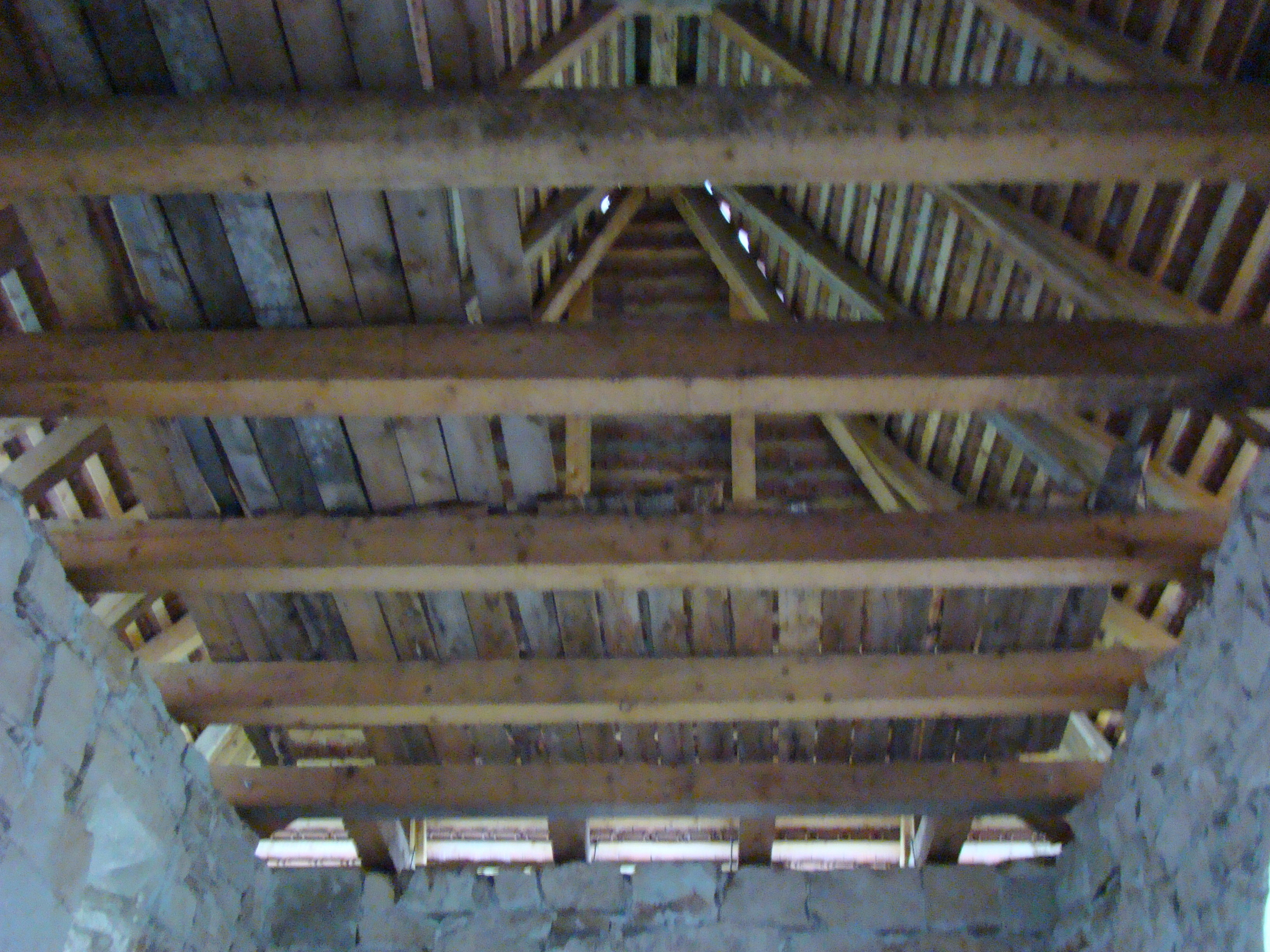
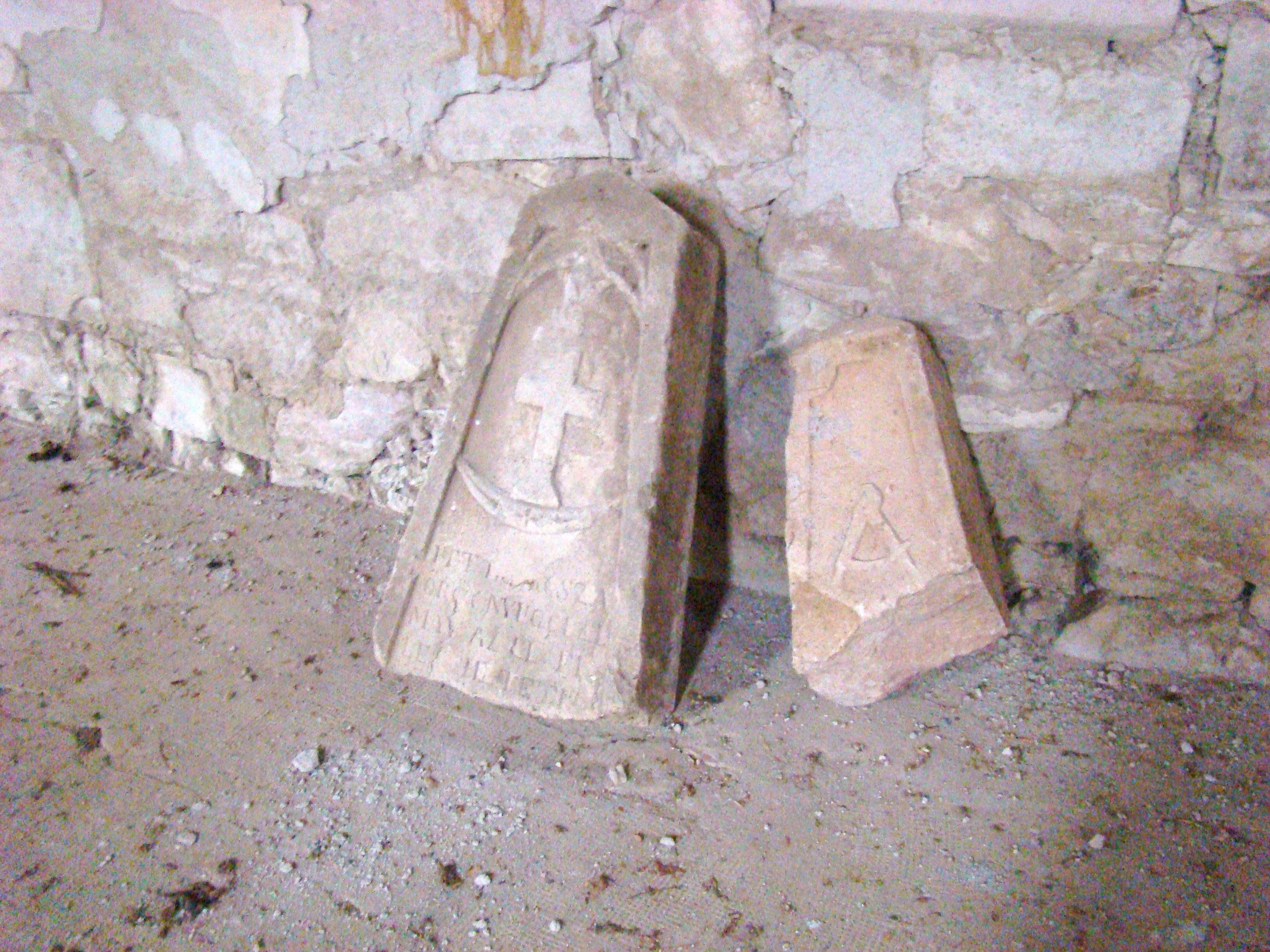
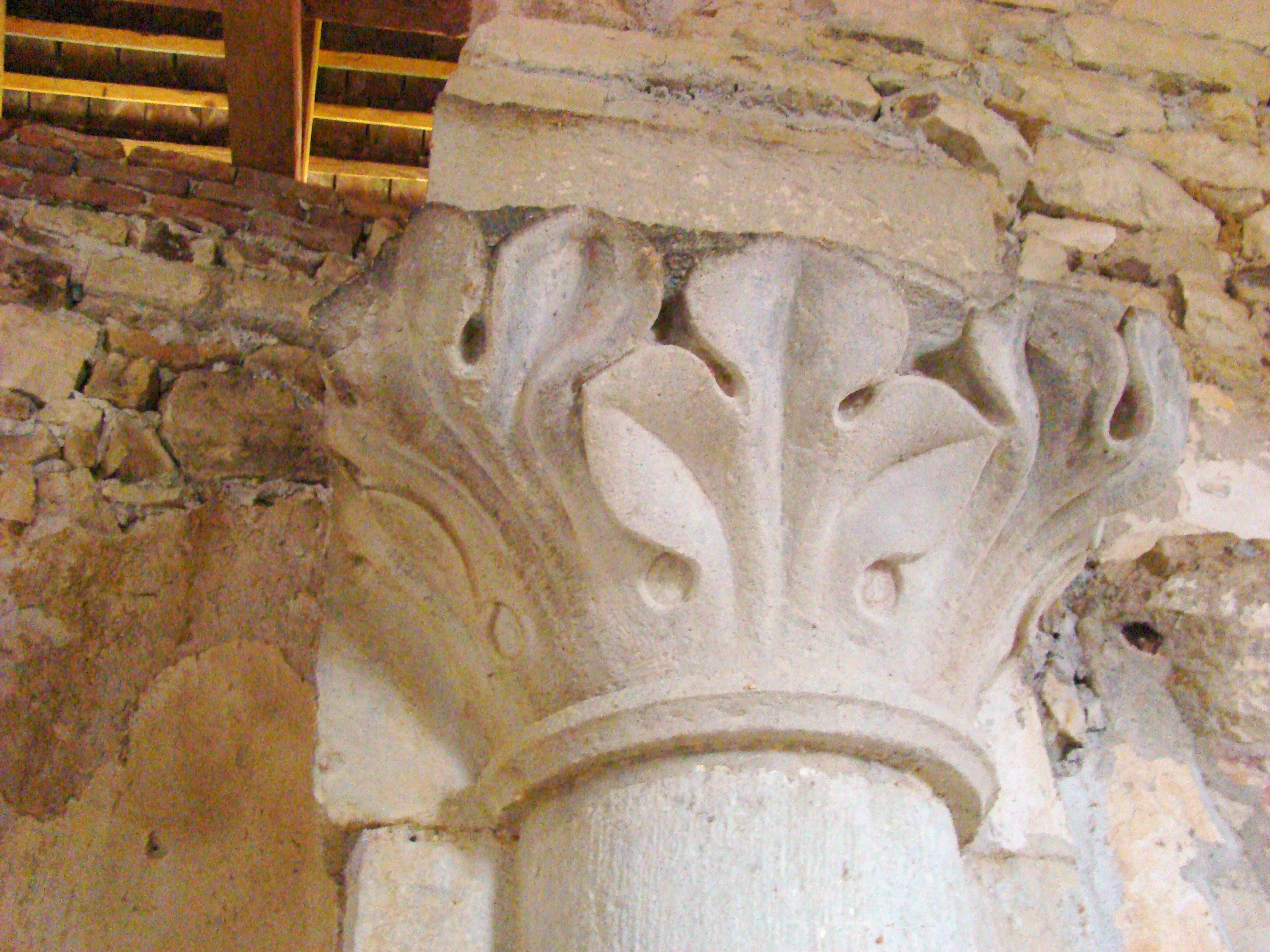
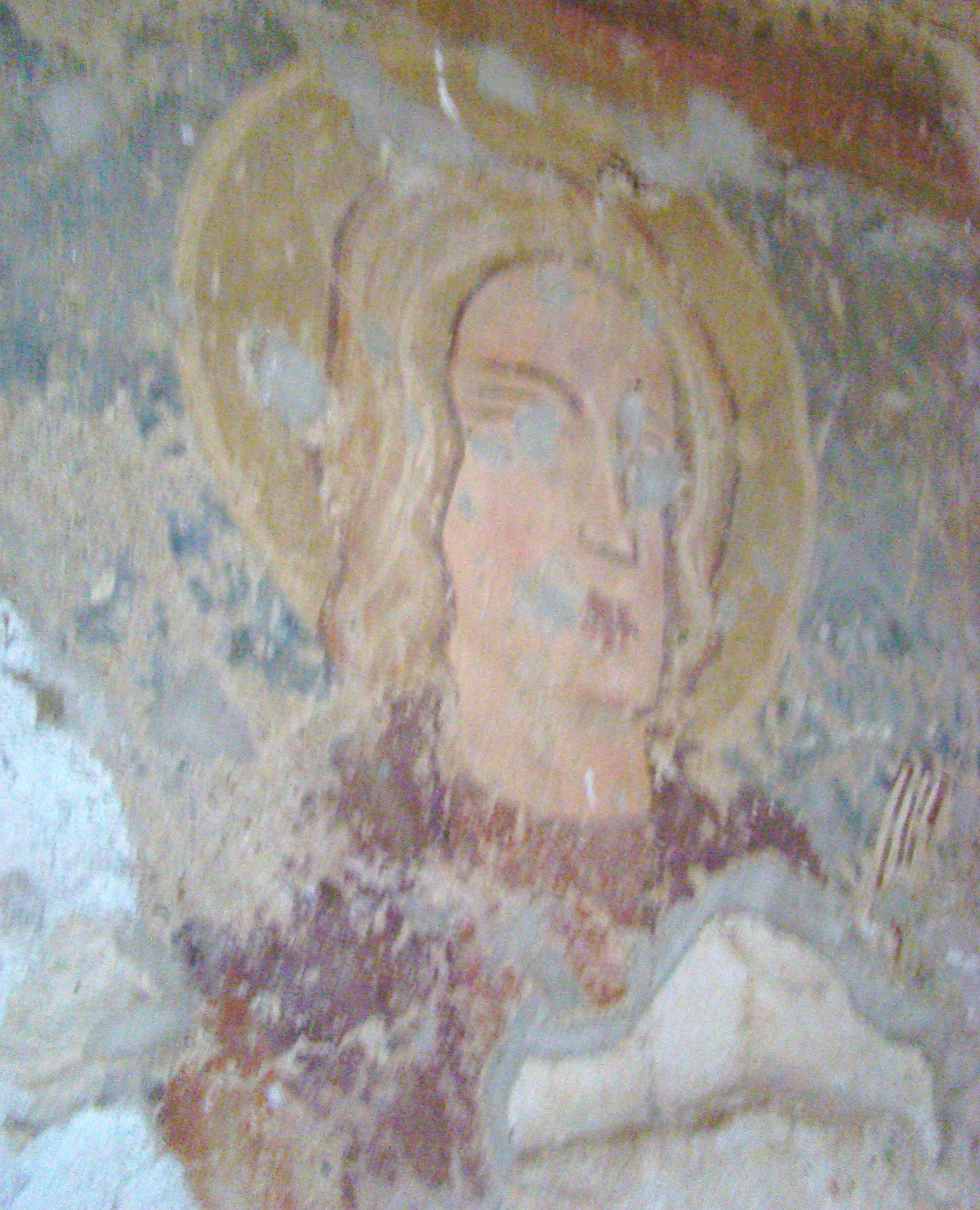
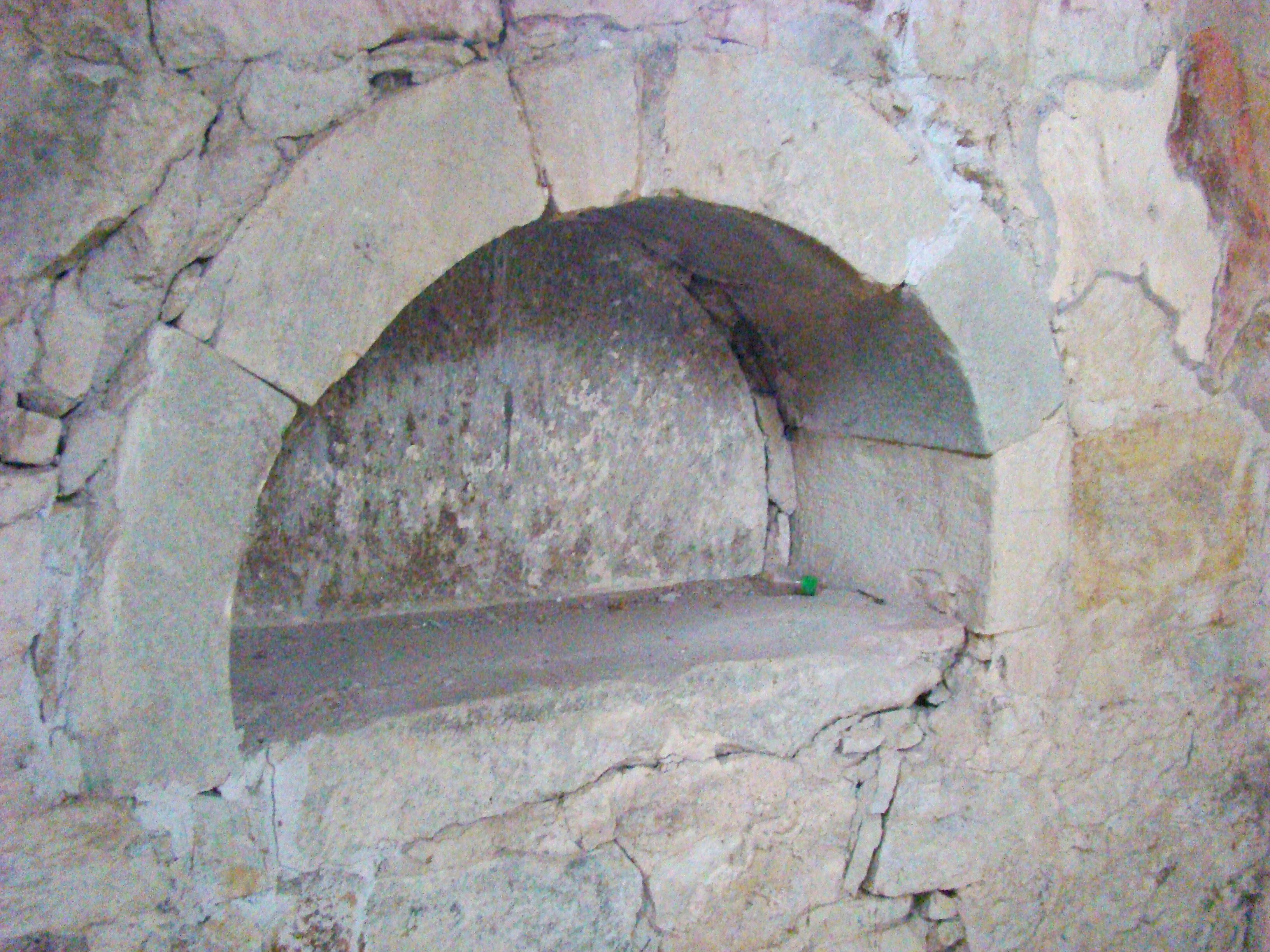
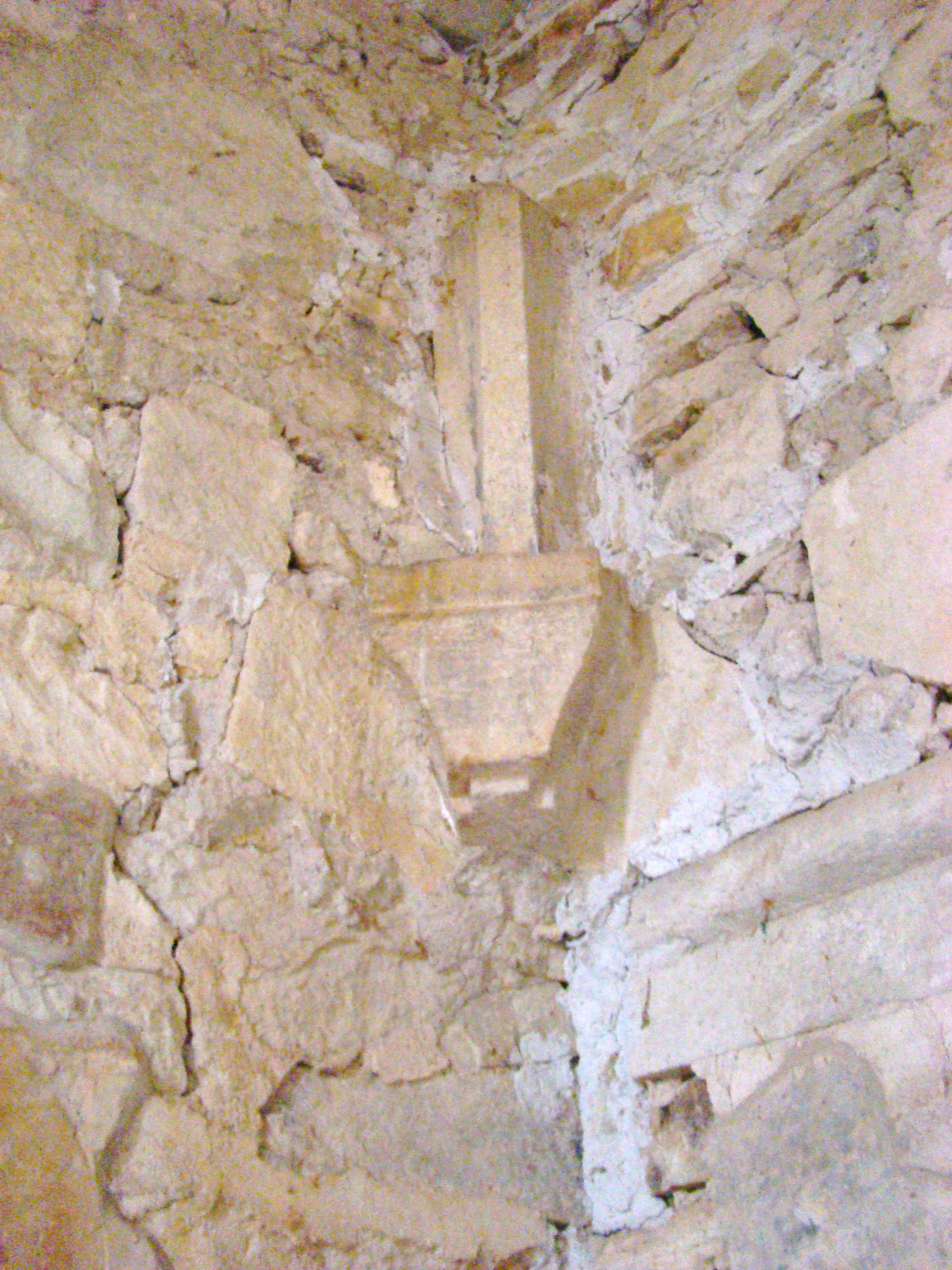
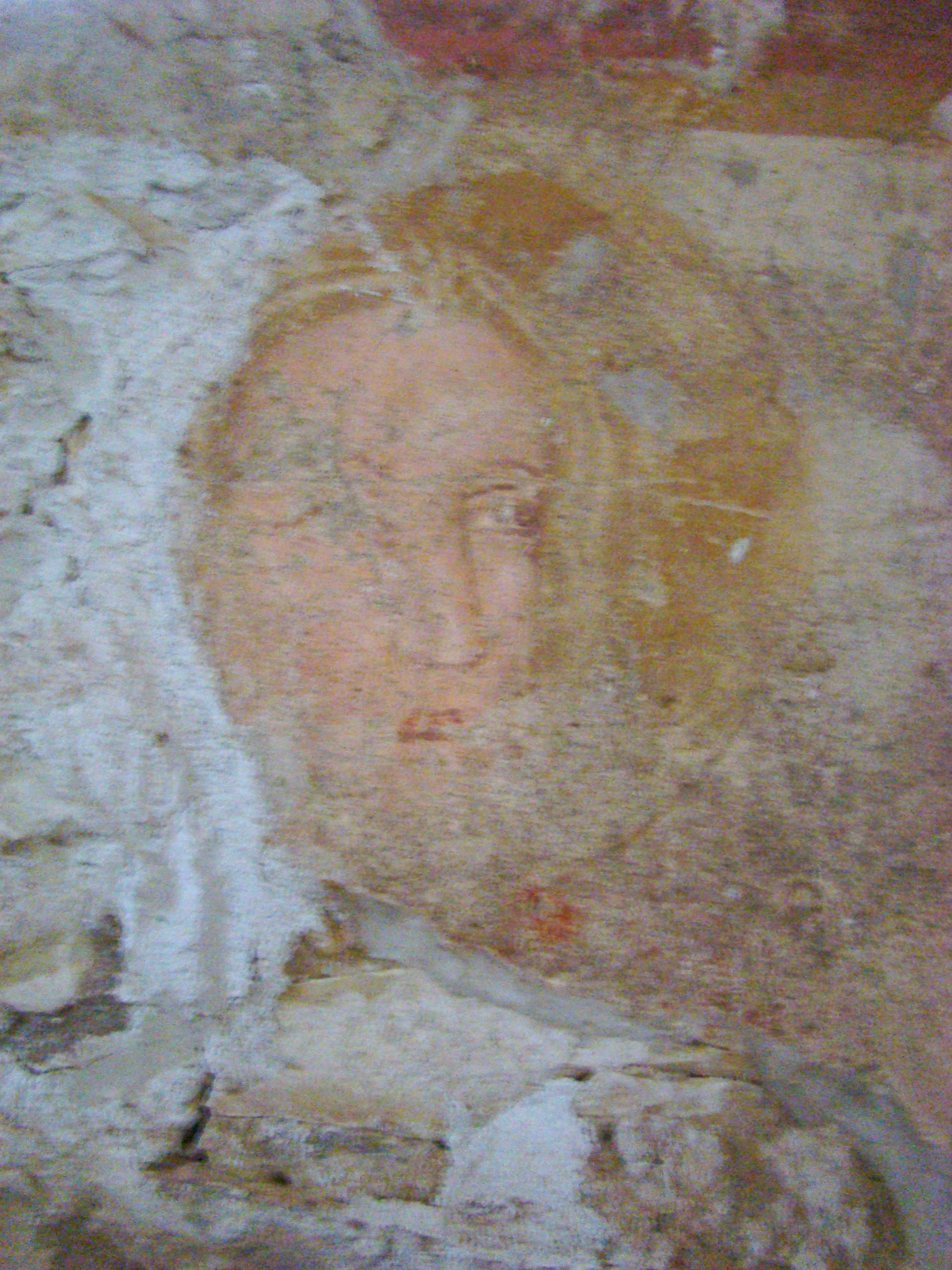
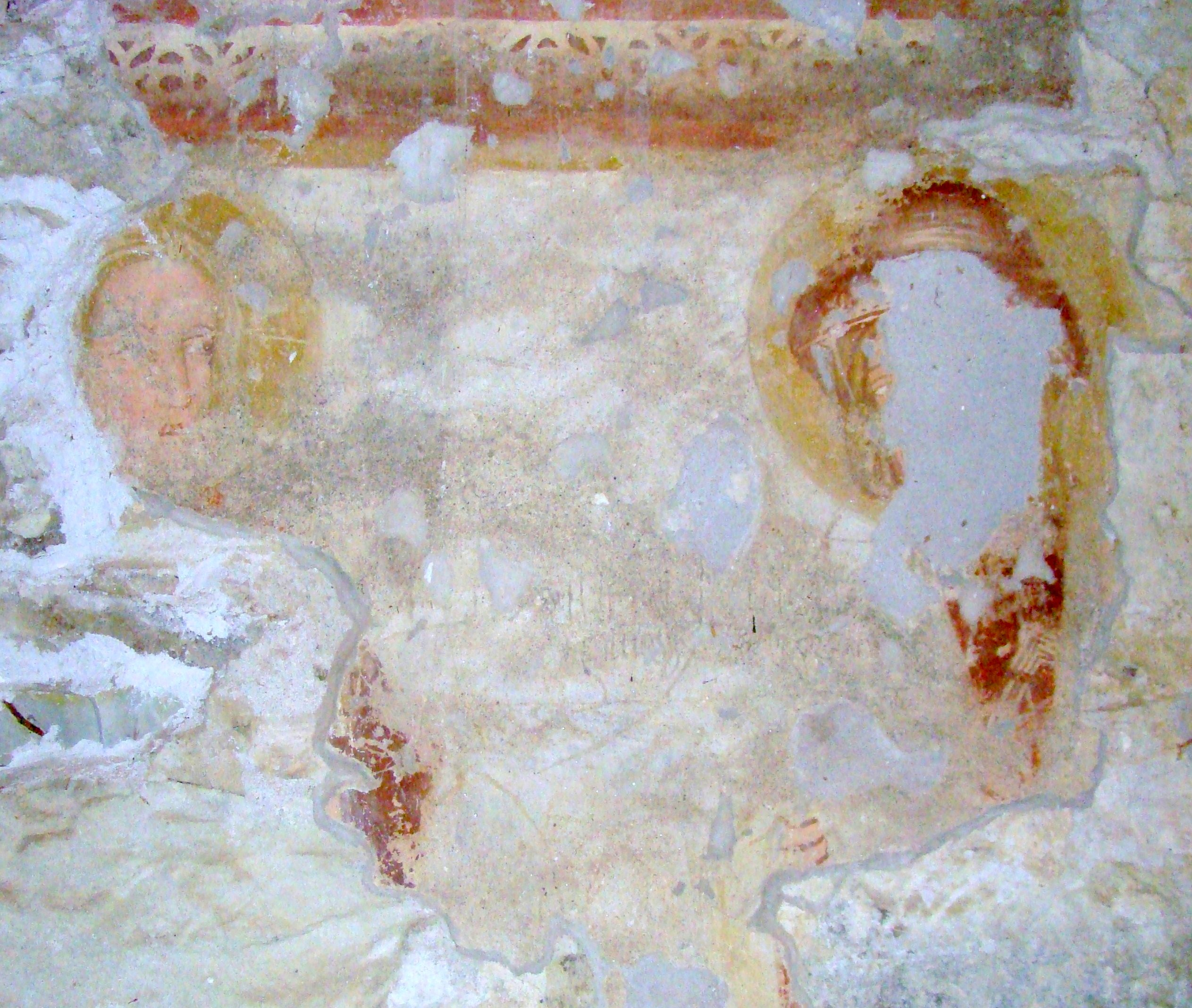
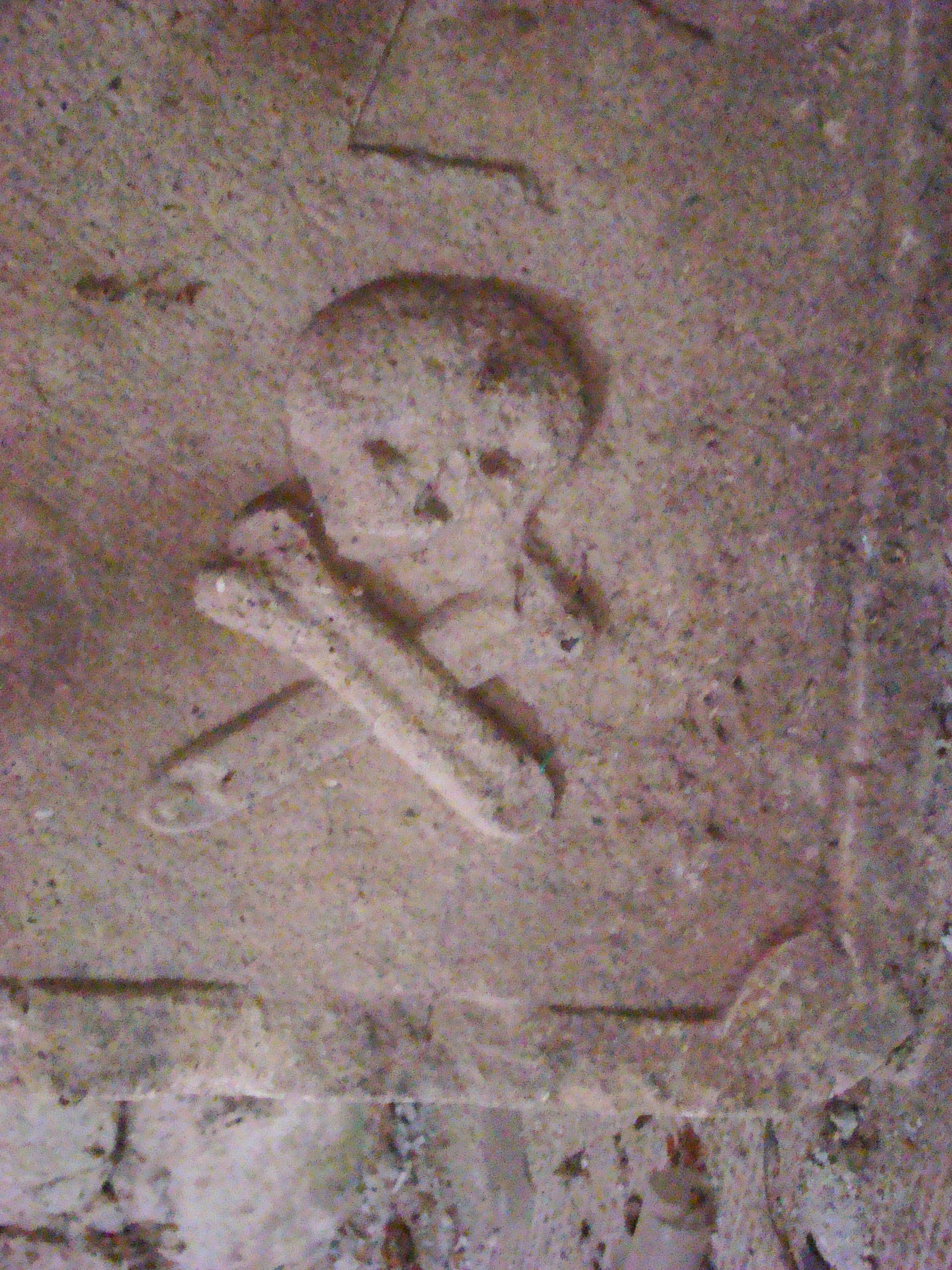
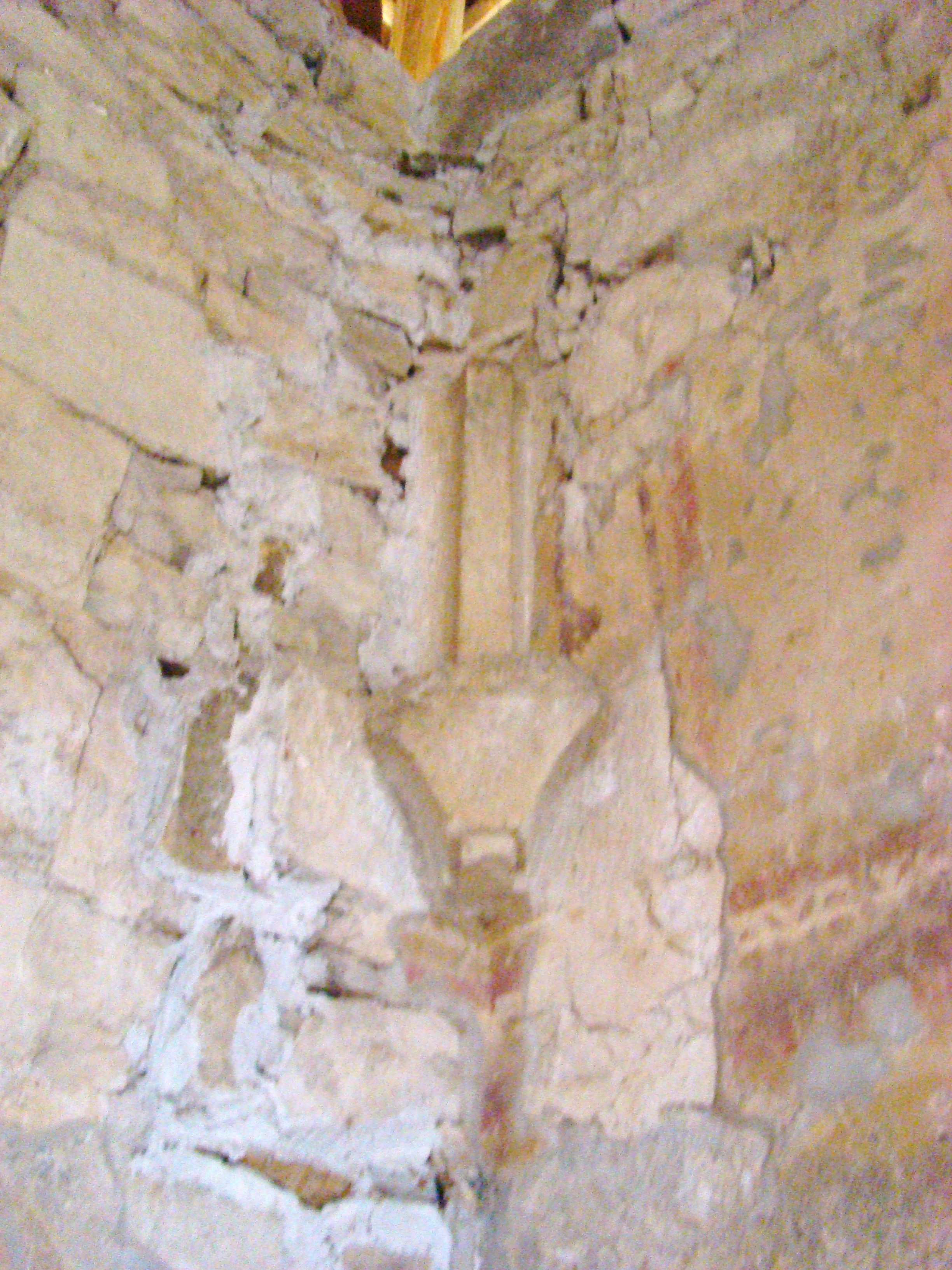
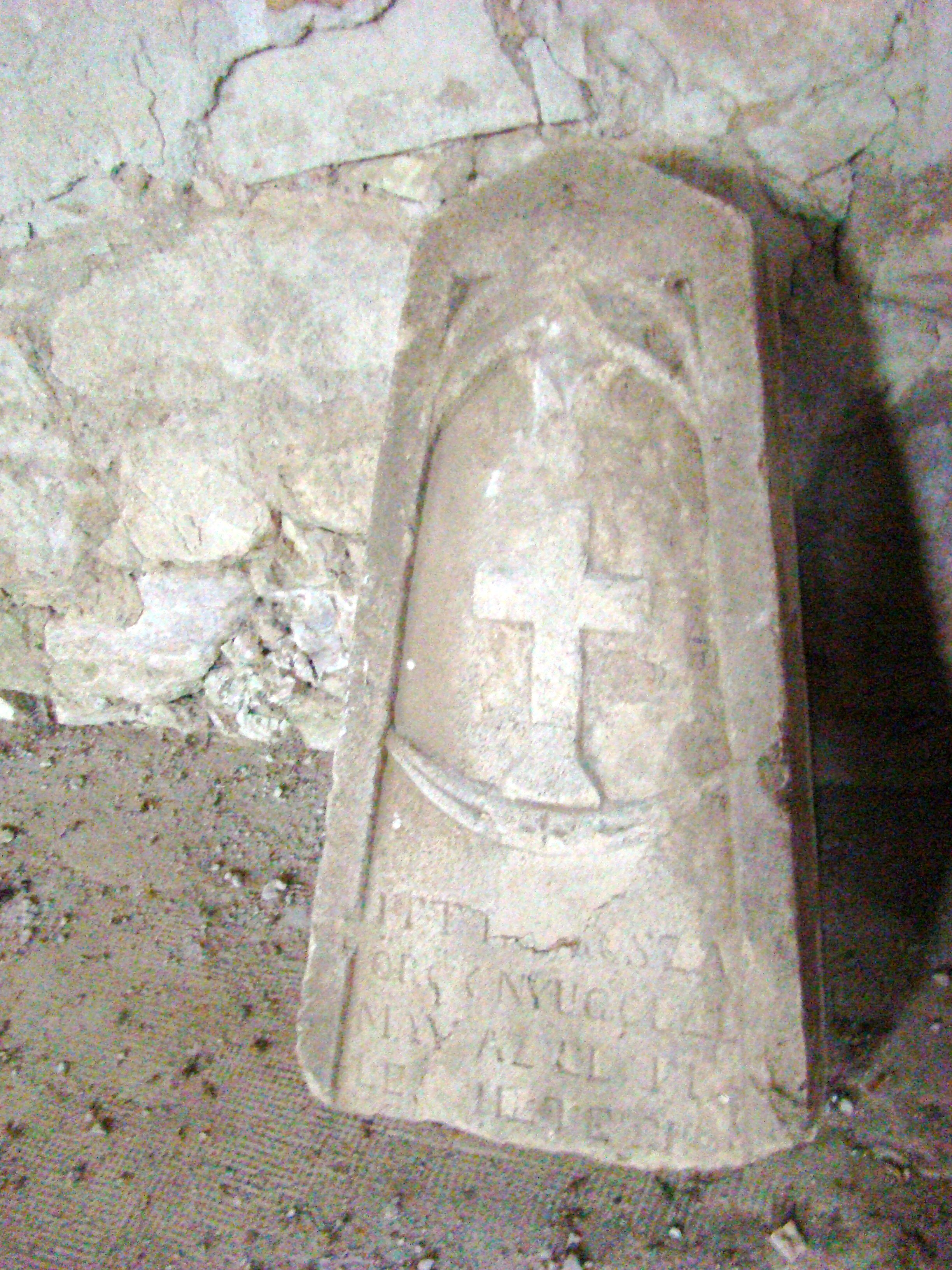
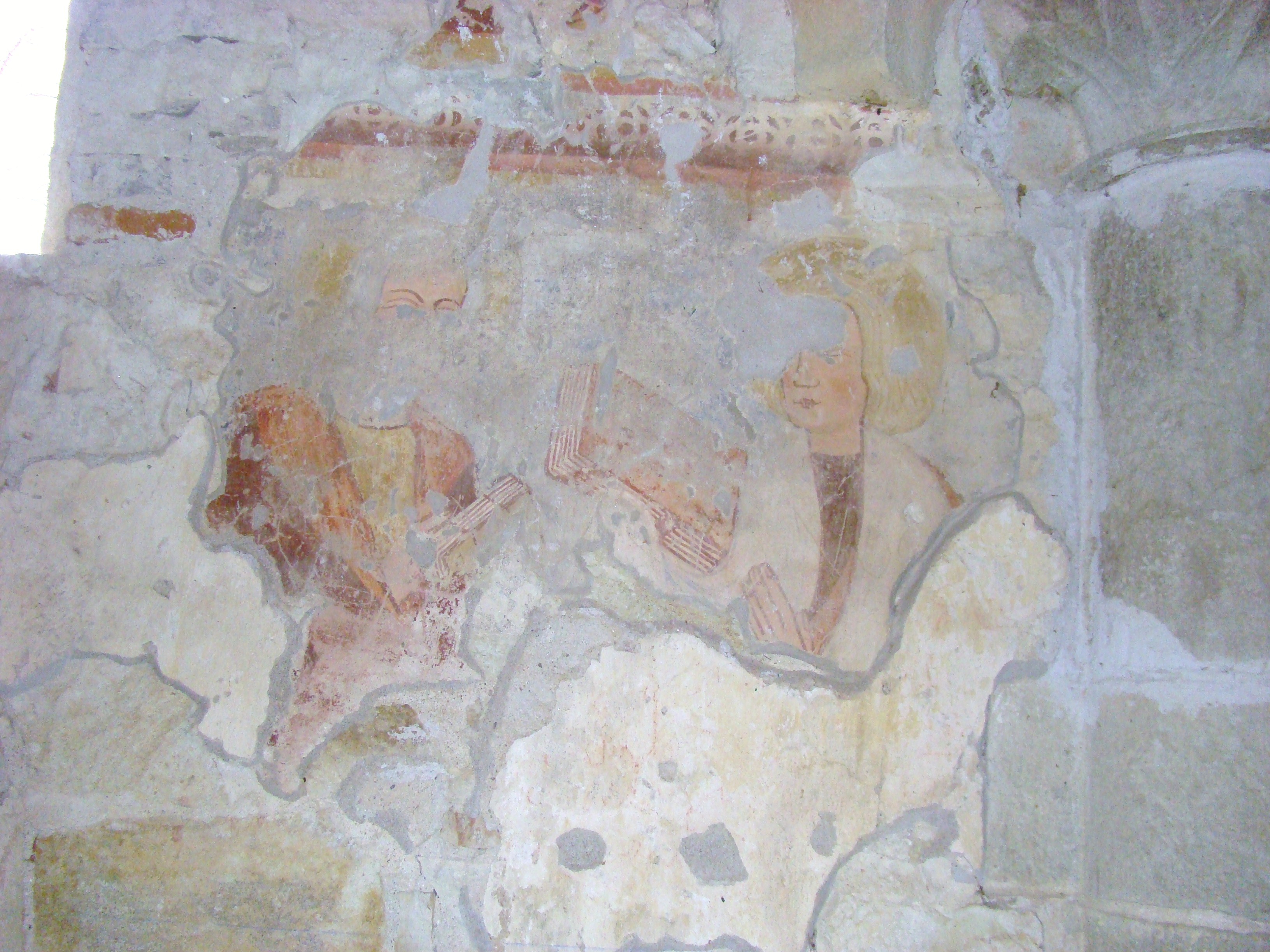
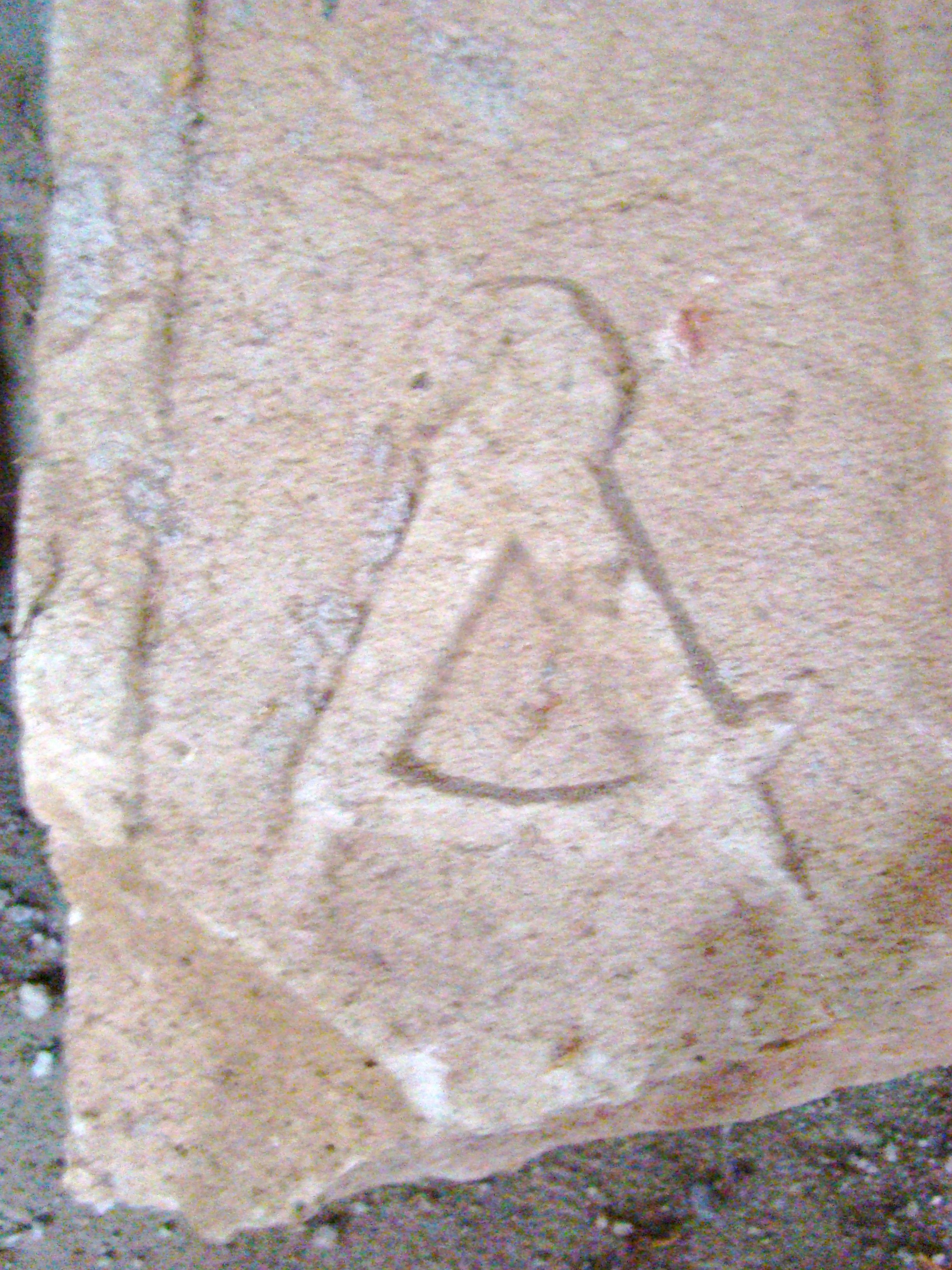
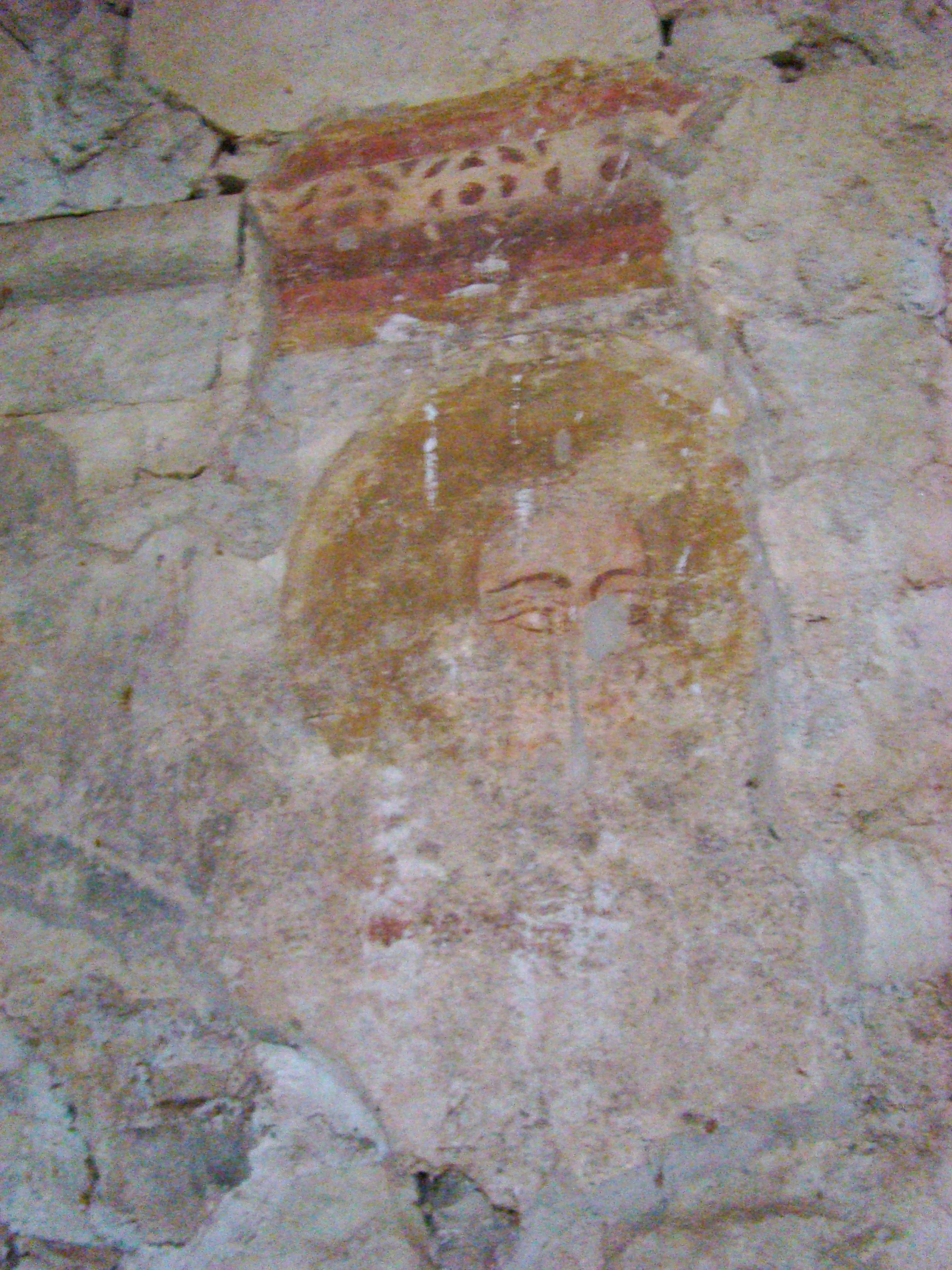
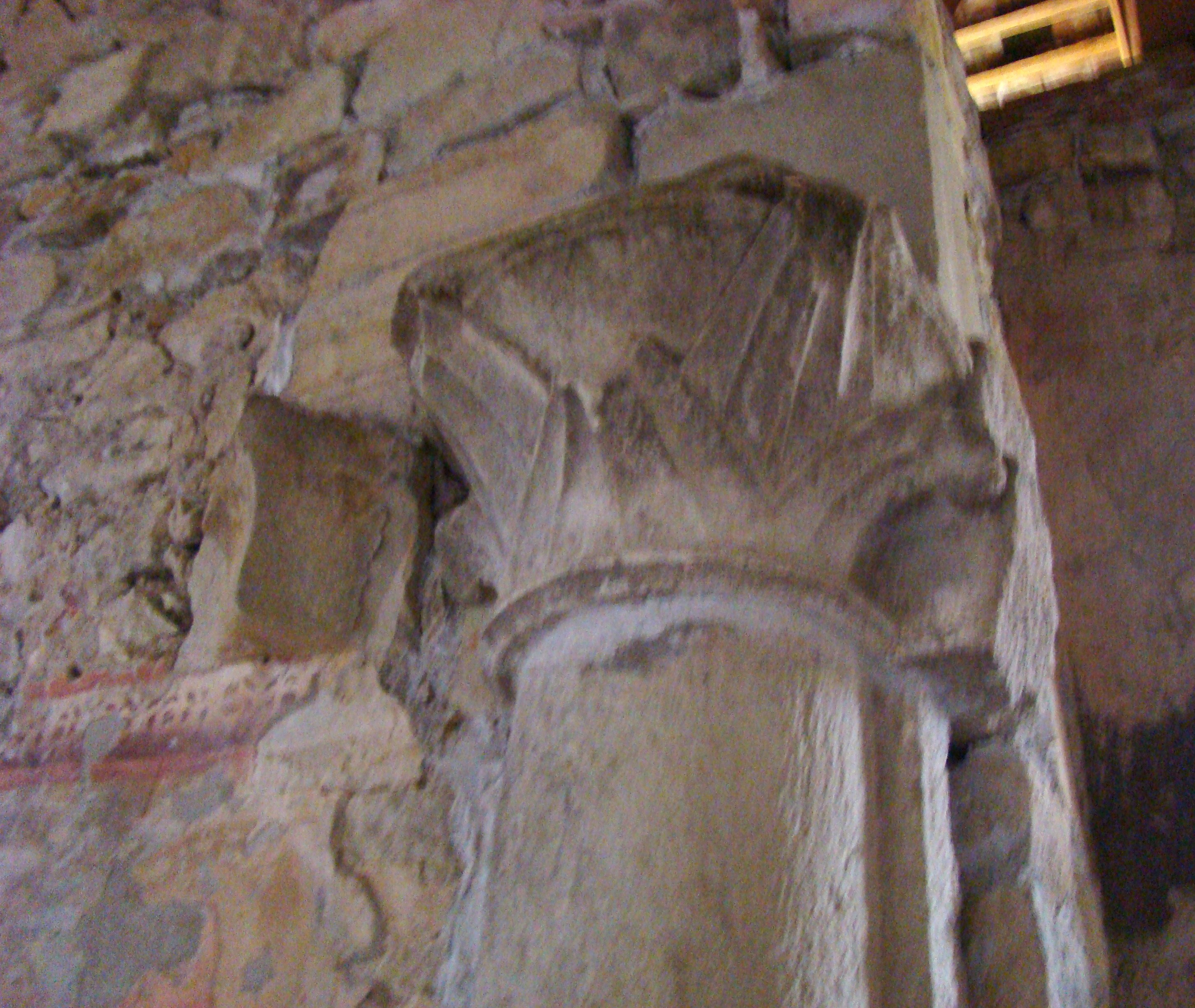
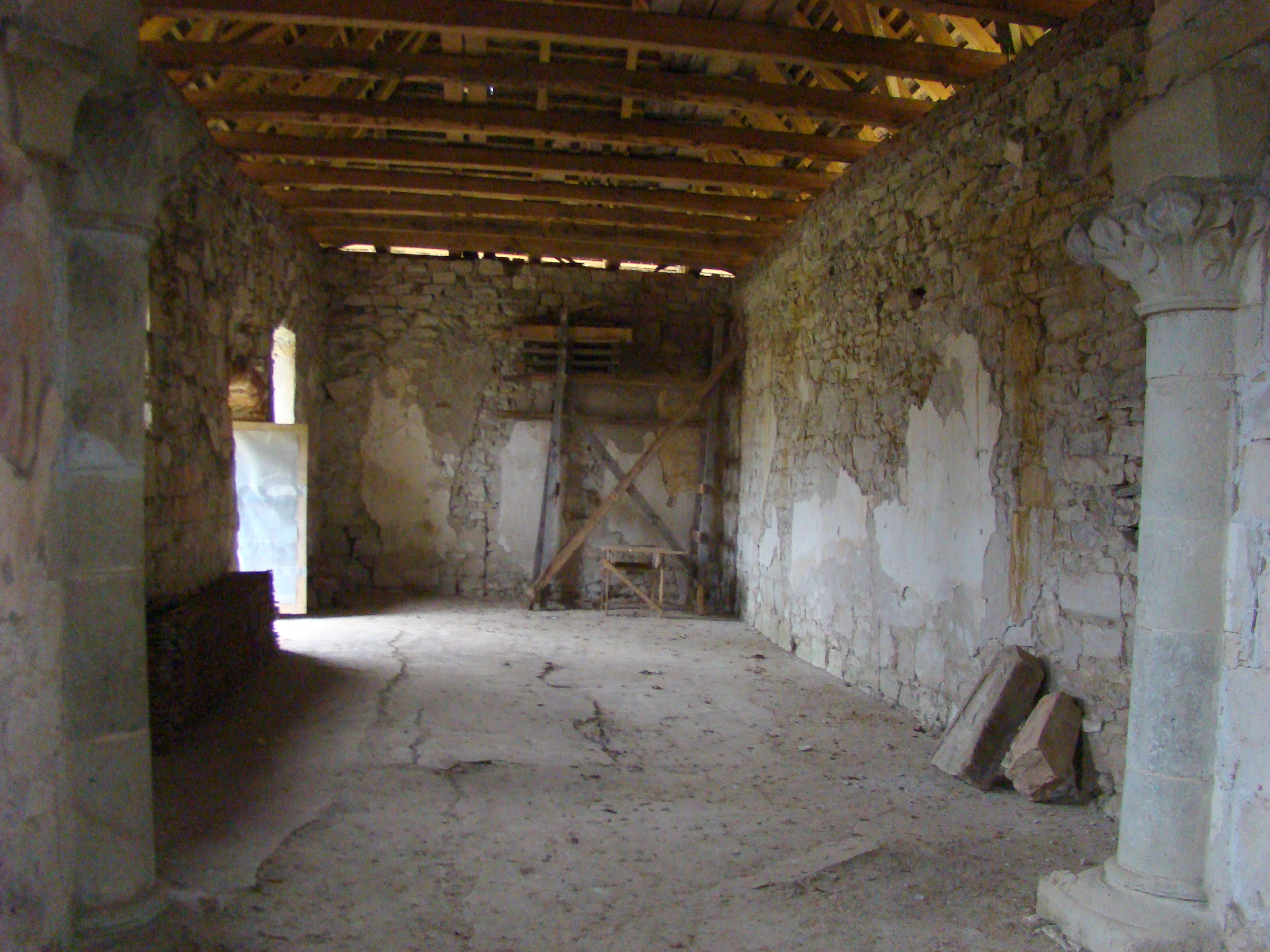

## Vezi și
- Nima, Cluj